# Cantón de Ginebra
El cantón de Ginebra, oficialmente cantón y república de Ginebra, es el cantón más occidental de todos los que forman Suiza. Básicamente está constituido por la ciudad de Ginebra y un pequeño enclave a orillas del Lago Lemán, en pleno cantón de Vaud. Fue proclamada república de Ginebra independiente por Juan Calvino desde 1541 hasta que se convirtió en cantón de la Confederación Helvética el 31 de diciembre de 1815. Fue el penúltimo cantón en adherirse, ya que el último fue la República y Cantón del Jura en 1979. Es un tema de orgullo para los habitantes de Ginebra, que siempre se refieren al cantón como República de Ginebra (République de Genève) o República y Cantón de Ginebra (République et canton de Genève)

## Historia
Ginebra era un obispado desempeñado por un príncipe del Sacro Imperio Romano desde 1154; pero a partir de 1290 la autoridad secular sobre los ciudadanos se dividió de la eclesiástica del obispo y a partir de 1387 los obispos concedieron a los ciudadanos de Ginebra plena autonomía comunal. Sin embargo desde 1416 los duques de Saboya, que rodeaban el territorio por casi todas sus fronteras, intentaron anexionar la ciudad, tanto intentando afirmar su autoridad secular como instalando a miembros de la dinastía de los Saboya como obispos; así que la ciudad solicitó la alianza de la Antigua Confederación Suiza.
La historia de la república de Ginebra, posteriormente denominada cantón de Ginebra, se confunde con la de la villa de Ginebra, particularmente hasta la anexión por Francia de 1798.

### Antigüedad
Ginebra estuvo controlada por los alóbroges, una rica y poderosa tribu celta, hasta el año 121 a. C., cuando fueron derrotados por el Imperio Romano. La ciudad fue entonces anexionada al Imperio Romano en el 121 a. C. y adscrita a la provincia de Gallia Narbonensis. Su importancia política en la región era escasa, pero pronto desarrolló una importante economía debido a que el puerto de la ciudad facilitaba el comercio a través del lago Lemán desde las rutas que unían Seyssel y Annecy hacia las colonias romanas de Nyon y Avenches.
La ciudad siguió formando parte del Imperio hasta el año 443 cuando, acogidos por los romanos, los borgoñones se establecieron en una región mal definida llamada Sapaudia y Ginebra fue elegida capital del recién formado reino durante sus primeros 20 años debido a la importancia económica de la ciudad así como al prestigio de su obispo. A medida que el reino comenzó a expandirse hacia Lyon y Grenoble, Ginebra perdió su ubicación geográfica central del reino y durante un tiempo se convirtió en una capital secundaria hasta que el reino se dividió entre Godegisel y Gundobad, hijos de Gondioc. Godegisel se estableció en Ginebra, desde donde controlaba los obispados del norte. No se conoce bien la naturaleza de la relación política entre ambos hermanos, pero en el año 500 los reinos entraron en guerra, durante la cual Godegisel fue derrotado y Ginebra saqueada y destruida.
En 532, los borgoñones fueron conquistados por los francos, que dividieron administrativamente la zona en tres partes: una centrada en la ciudad de Besançon, otra en torno a Dijon y la última, el Pagus Ultraioranus («Transjurano») incluye las ciudades de Ginebra, Nyon, Sion y Avenches. Dada la situación periférica de Ginebra dentro de esta región, perdió su condición de capital, aunque mantuvo cierto prestigio religioso. En 864, Conrado II adquiere el título de duque de Transjurane y en 888 su hijo Rodolfo I se convierte en rey del segundo reino de Borgoña tras aprovechar la oportunidad de la muerte de Carlos el Gordo. En su máxima extensión hacia el año 1000, el nuevo reino se extiende desde Provenza hasta Basilea y controla los principales pasos alpinos de la región. En este contexto, Ginebra recupera su importancia, ya que la ciudad estaba situada en la intersección entre varias vías importantes que conectaban Italia con el norte de Europa a través de los puertos de montaña de los Alpes occidentales de Mont Cenis y el paso del Gran San Bernardo.

### SigloXVI
El auge económico de las ciudades y el comercio internacional a partir del siglo XI también afectaron a Ginebra. Las ferias medievales aparecieron en el norte de Europa, a menudo impulsadas por la voluntad política de promocionar una ciudad. En cambio, se desconocen los orígenes de las ferias comerciales de la ciudad, activas al menos desde mediados del siglo XIII. Sin embargo, éstas se expandieron mucho durante el siglo XIV y su apogeo tuvo lugar a mediados del siglo XV, cuando la ciudad contaba con siete ferias anuales, cuatro de las cuales tenían gran importancia internacional: la de Epifanía, la de Pascua, la de agosto y la de octubre/noviembre.
En esta época, Ginebra se benefició de varios factores externos que explican esta expansión económica: la crisis de las ferias comerciales de Chalon-sur-Saône y la guerra de los Cien Años apartaron parcialmente a Francia de las rutas internacionales que unían el norte de Europa con puertos mediterráneos como Montpellier y Marsella, que se desplazaron hacia el este, atravesando Ginebra y el valle del Ródano; la ciudad se benefició de la pax sabauda, un largo periodo de paz durante el cual estuvo a salvo de los efectos de las guerras; y además, la Casa de Saboya pasaba largas temporadas en la ciudad, lo que aumentaba la demanda de artículos de lujo. Las ferias requerían crédito para funcionar a través de cartas de crédito, cuyo desarrollo se suma a la expansión económica de la ciudad. Las ferias fueron también la chispa que inició el acercamiento de Ginebra con las ciudades de Friburgo y Berna, ambas dependientes en parte de las ferias para su extensa manufactura textil.
Este desarrollo económico y la paz secular de que disfrutó la ciudad se reflejan en su expansión demográfica. La ciudad pasó de tener unos 2.000 habitantes a finales de la Peste Negra a 11.000 a mediados del siglo XV, lo que la convirtió en la ciudad más grande de la región, ya que Chambéry y Lausana contaban entonces con 5.000 habitantes y en la Suiza moderna sólo Basilea, con sus 8.000 a 10.000, se acercaba al tamaño de Ginebra.
Esto explica el interés que los duques de Saboya volvieron a poner en hacerse con el control de la ciudad por encima de los obispos de Ginebra al adquirir éstos el título de condes de Ginebra. En dos ocasiones, en 1407 y de nuevo en 1420, Amadeus VIII intentó arrebatar el control de la ciudad a los obispos suplicando al Papa. Sin embargo, en ambas ocasiones sus peticiones fueron rechazadas[8] Posiblemente por la falta de interés de la población local, que no veía ningún beneficio en sustituir el control del obispo por el duque, ya que el obispo compartía el gobierno de la ciudad con las autoridades civiles locales. Sin embargo, en 1434, el duque abdicó y se retiró a una capilla. Esto aumentó su prestigio como sabio gobernante, y consiguió ser elegido antipapa Félix V en 1439. Cuando el obispo Francisco de Metz murió en 1444, Amadeo, ahora antipapa, se convirtió en administrador del obispado y pasó a gobernar la ciudad de facto, pero no de iure. Cuando finalmente renunció a su cargo de papa, mantuvo cierto grado de control sobre la ciudad, y logró acordar con el papa Nicolás V que los futuros obispos de Ginebra debían ser designados por la casa de Saboya, pero sin obtener el control total de la ciudad.
Sin embargo, acontecimientos de mayor envergadura empezaron a alcanzar a la ciudad. En 1462, Luis XI, rey de Francia, decidió prohibir a los franceses y extranjeros de su reino asistir a las ferias de Ginebra, y promovió su competencia más directa en Lyon, cuyas ferias comenzaron en 1420. Esto provocó un declive económico de la ciudad, que recibió el apoyo de sus socios comerciales, Berna y Friburgo, con vistas a defender los intereses de la ciudad en la corte francesa. El comercio con las ciudades centrales de la confederación suiza provocó una recuperación económica entre 1480 y 1520, pero también mostró el declive de Saboya como protectora de Ginebra. Además, en la batalla de Nancy durante las guerras borgoñonas, la antigua confederación suiza logró una victoria militar decisiva contra Carlos el Temerario, que murió en la batalla. Ginebra estaba en el bando perdedor, ya que su obispo, Juan Luis de Saboya, se había puesto del lado de Borgoña siguiendo instrucciones de Yolanda de Valois, regente de Saboya. Inmediatamente, las tropas confederadas invadieron Vaud, y las tropas bernesas amenazaron con conquistar Ginebra, que, debido a su condición de enclave protegido dentro de Saboya, carecía de ejército permanente propio. El tratado de Morges de 1477 detuvo el avance de las tropas a cambio de un rescate de 28.000 écus de Saboya.
El Ducado recuperó la mayoría de sus posesiones perdidas frente a Berna a cambio de pagos, pero este periodo marcó el principio del fin de su hegemonía sobre la región ginebrina y el comienzo de una época inestable para la ciudad. El derecho a nombrar al obispo de Ginebra concedido a Amadeo III se vio mermado y se convirtió en una negociación política y diplomática, entre Saboya, los suizos, la capilla de la catedral y las autoridades civiles de la ciudad.
La decadencia del Ducado se vio agravada por las rebeliones internas y la serie de duques débiles y físicamente enfermos. Al percibir esta debilidad, los vecinos del Ducado lo convirtieron en una presa, incapaz tanto de defender los intereses económicos de Ginebra contra la injerencia francesa como de proteger físicamente la ciudad contra las invasiones extranjeras. Con esta pérdida de reputación, surgen en la ciudad nuevas facciones que buscan distanciarla del Ducado.
La degradación de las relaciones políticas entre Saboya y las autoridades civiles de Ginebra saltó a la palestra en 1513, cuando a la muerte del obispo Charles de Seyssel, Carlos III maniobró para que Jean de Savoie fuera nombrado por el Papa. Varios ciudadanos ginebrinos que desaprobaban la influencia del duque, encabezados por Besançon Hugues y Philibert Berthelier, formaron la facción de los Eidguenots (llamada así por el alemán Eidgenossen, «confederados»), y buscaron el acercamiento de la ciudad a la confederación suiza. Sin embargo, parte de la élite política ginebrina mantuvo su preferencia por el precario equilibrio político con la Casa de Saboya, en parte para mantenerse en buenos términos con los gobernantes de todo el entorno de Ginebra. Como muestra de desprecio, los eidguenotes bautizaron a esta facción con el nombre de Mammelus, en honor a los mamelucos, los soldados-esclavos del sultán de El Cairo.
En 1519, los eidgarotes intentaron concluir un tratado de alianza (combourgeoisie) con la confederación suiza, pero fue rechazado por todos los cantones excepto Friburgo. Berna, en particular, era aliada de Saboya en aquella época, y los cantones de la Suiza central veían con recelo una eventual expansión hacia el oeste. A su regreso a Ginebra, Carlos II, apoyado por el obispo, intenta destruir esta facción y ejecuta a varios eidgarotes, entre ellos Philibert Berthelier en 1519 y Amé Lévrier en 1524, acusados de conspirar contra el obispo.
Los eidgarotes se refugiaron en Friburgo tras la muerte de Amé Lévrier y, en 1525, negociaron con éxito una alianza con los confederados que esta vez incluía a Berna además de Friburgo. El cambio de actitud de Berna se explicaba por la decisión del sucesor de Carlos II, Carlos III, de ponerse del lado de Carlos V de la HRE en su conflicto con Francisco I de Francia, con quien los suizos se habían aliado y firmado la Paz Perpetua tras la batalla de Marignano. A la vuelta a Ginebra de los eidguenotes, el gobierno ratificó el tratado de alianza el 25 de febrero de 1526, a pesar de las protestas de los mamelucos y del obispo Pierre de la Baume. Cuando los eidgarotes se hicieron con el control de la ciudad, ejecutaron a los líderes de la facción contraria en represalia por el anterior comportamiento despiadado del duque. En un intento por recuperar su influencia, el obispo Pierre de la Baume solicitó unirse a la alianza con Berna y Friburgo, que se negaron. Temiendo por su seguridad, abandonó la ciudad el 1 de agosto de 1527 y sólo volvería durante dos semanas antes de abandonar Ginebra definitivamente en 1533.
A pesar de su recién recuperada independencia de la influencia de Saboya, Ginebra carecía de un verdadero ejército propio y seguía siendo una ciudad dependiente en gran medida de las circunstancias diplomáticas de las grandes potencias europeas.
Sin embargo, los partidarios de Carlos III no cejaron en su empeño de apoderarse de Ginebra. Se retiraron al País de Vaud, desde donde conspiraron contra Ginebra bajo la bandera de «Gentilshommes de la Cuiller». Apoyados discretamente por el duque, hostigaron a la ciudad confiscando productos alimenticios en sus fronteras, atacando a los hombres y asolando el campo. Tras un intento de asalto a la ciudad en marzo de 1529 y otro en octubre de 1530, Ginebra solicitó la ayuda de sus aliados de Berna y Friburgo. Varios miles de soldados, acompañados por negociadores de ocho cantones suizos, entraron en la ciudad el 10 de octubre y permanecieron diez días dentro de sus murallas hasta la firma de un tratado con Saboya, por el que el duque abandonaba sus ataques a la ciudad y restablecía el derecho al comercio. Aparte de las consecuencias financieras para Ginebra, que tuvo que pagar a los soldados suizos, esta intervención dejó profundas huellas en la ciudad con consecuencias para su futuro.
En el momento de la alianza con los confederados, en 1525, había pocos protestantes en Ginebra. Berna, sin embargo, se había convertido al protestantismo dos años antes de su intervención en 1530. Las tropas bernesas hicieron gala de una brutal convicción en su nueva fe destruyendo imágenes, estatuas y otros objetos de culto. Las tropas difundieron rápidamente las ideas protestantes y, en 1532, apoyado por Berna, Guillaume Farel llegó a la ciudad para predicar la nueva fe.
Mientras tanto, las autoridades habían ido reformando los órganos de gobierno de la ciudad. En 1526, crearon un Consejo de los Doscientos, emulando el modelo suizo. En 1528, se concedió al Consejo de los Doscientos el derecho a nombrar a los 4 alcaldes («síndicos»), que también recibió, a partir de 1530, la tarea de nombrar a los miembros del Pequeño Consejo (entre 12 y 20 magistrados dirigidos por los 4 alcaldes), que a su vez nombra a los miembros del Consejo de los Doscientos. Este sistema de elección circular caracterizó el sistema de gobierno de Ginebra hasta 1792. Así, cuando en 1533 el obispo Pierre de la Baume llega a Ginebra para ejercer su derecho de justicia sobre el asesinato de un canónigo, expresa su oposición a los nuevos Consejos abandonando la ciudad para siempre. Se pone entonces del lado de Carlos III y, en agosto de 1534, excomulga a la ciudad. En respuesta, las autoridades de la ciudad declaran en octubre del mismo año la vacante del Obispado y se atribuyen todos los derechos señoriales (hacer leyes, declarar la guerra y la paz, acuñar moneda, etc.). Este acto de independencia marca el nacimiento de la República de Ginebra, entonces todavía confinada en su mayor parte a la ciudad y a los pocos territorios medievales concedidos a los obispos, los más extensos de los cuales eran Satigny, Peney y una zona en torno a la actual Jussy.
Además, debido al aumento de las conversiones al protestantismo, el 21 de mayo de 1536, el Concilio General de Ginebra adoptó plenamente la Reforma y confiscó todos los bienes de la Iglesia católica. Con esta decisión, el municipio de Ginebra, la autoridad civil de la ciudad, se fusionó con nuevas instituciones, incluidos los territorios que dependían del obispo, los mandatos. Como respuesta, el cantón católico de Friburgo rompe su alianza con la ciudad.

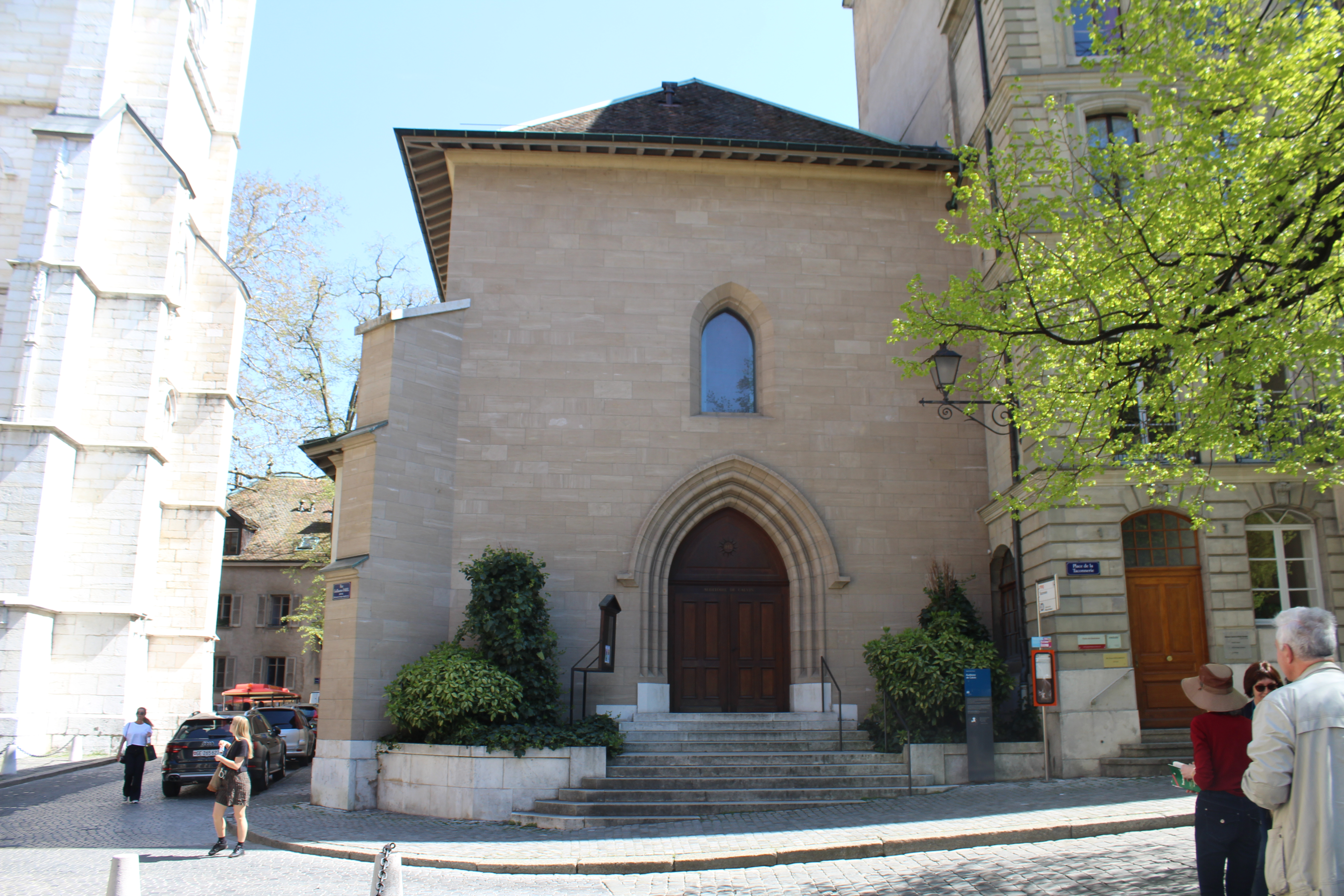
Auditorio de Calvino en Ginebra, originalmente una iglesia católica dedicada a Nuestra Señora (Église Notre-Dame-la-Neuve), se transformo en un templo calvinista tras la reforma cayo en desuso pero ahora es usada por la Iglesia Presbiteriana de Escocia.

Carlos III aprovecha la tumultuosa situación de Ginebra para intentar conquistar la ciudad en 1535-36, pero acudiendo en ayuda de Ginebra, un nuevo ejército de berneses en alianza con Francia derrota a Saboya. Ocupó las tierras de Saboya en la cuenca ginebrina (incluido todo el Pays de Gex), marcando el fin del Ducado como amenaza para Ginebra y el reconocimiento de la soberanía ginebrina. Esto no estuvo exento de riesgos para Ginebra, dado que las tropas bernesas conquistaron Lausana a pesar de la alianza de las ciudades.
En 1536, Juan Calvino, un teólogo francés que entonces tenía 26 años, pasó una temporada de verano en Ginebra y fue convencido por Guillermo Farel para quedarse y fundar juntos una nueva Iglesia. En enero de 1537 presentaron su proyecto a los alcaldes. Al principio se mostraron reacios a adoptar las ideas de Farel y Calvino de una Iglesia que retomara el control de la ciudad, y también les disgustó la negativa de ambos a adoptar parte de la liturgia luterana. En abril de 1538, como el gobierno se debate entre los partidarios de una religión estatal según el modelo bernés y los partidarios de la reforma francesa, las autoridades piden a ambos hombres que abandonen la ciudad. Sin embargo, poco después, en septiembre de 1541, Ginebra pide a Calvino que regrese. A su llegada, comienza a dejar su impronta en la Iglesia con las Ordenanzas Eclesiásticas y, aunque no tenía otro papel oficial que el de jefe de los ministros, también en asuntos administrativos, supera a sus adversarios políticos para redactar en 1543 parte de los Edictos Civiles (Édits Civils), una especie de constitución, que fijan la forma de gobierno, las reglas de elección y los poderes de los miembros de los Consejos. Estos dos textos, revisados con el tiempo, regirían la República hasta finales del siglo XVIII.
En respuesta, Ginebra, apoyada por Francia y un contingente de 12.000 soldados suizos, ocupó intermitentemente el Pays de Gex a partir de 1589, pero la ciudad se vio finalmente obligada a abandonarlo cuando Francia derrotó a Saboya y se anexionó el Pays de Gex en el Tratado de Lyon de 1601. A partir de ese momento, la mayor parte del interior de Ginebra quedó dividida entre dos Estados fuertes a orillas del Ródano: el Reino de Francia, a la derecha, y el Ducado de Saboya, a la izquierda.
Este acontecimiento y el dominio previo de la zona por parte de Saboya y los condes de Ginebra explican en gran medida por qué, a diferencia de otros cantones urbanos suizos, Ginebra no pudo expandirse geográficamente, ya que sus fronteras estaban dominadas por esos dos poderosos estados.

### SigloXVII
Saboya lanzó un último intento de conquista de la ciudad durante los sucesos de la Escalada de 1602. Esta incursión contra la «Roma protestante» conduciría paradójicamente al reconocimiento de la independencia de la ciudad. Las negociaciones entre Saboya y Ginebra desde la primavera de 1603 culminaron con éxito en julio de ese mismo año con el tratado de Saint-Julien. Gracias al arbitraje aportado por varios cantones suizos, así como por Francia, la República obtuvo un acuerdo muy ventajoso que situaba políticamente a la ciudad en igualdad de condiciones con Saboya. Además, obtuvo derechos económicos (libre comercio y exención de impuestos sobre los bienes inmuebles situados en Saboya propiedad de residentes ginebrinos) y militares (prohibición de construir instalaciones militares y de mantener guarniciones en un radio de 15 km alrededor de la ciudad), que garantizarían la independencia y prosperidad de la ciudad. Además, Ginebra también obtuvo un subsidio anual de Francia y una guarnición permanente financiada por el Reino.
Desde entonces, tanto Saboya como Francia respetaron en gran medida la independencia de Ginebra, protegida por sus fuertes fortalezas y garantizada por su alianza con los cantones protestantes de la Antigua Confederación Suiza de Zúrich y Berna. Sin embargo, las amenazas a la existencia de la República no desaparecieron, sobre todo a medida que Francia cambiaba sus alianzas europeas y los Reyes se volvían menos tolerantes con los protestantes.
Amenazada por estos vientos cambiantes y traumatizada por los sucesos de la Escalada, Ginebra amplió y profesionalizó su guarnición permanente (de 300 soldados en 1603 a más de 700 un siglo más tarde) y se fortificó tras poderosas murallas que se volvieron cada vez más claustrofóbicas a medida que las tierras de Chablais y del Pays de Gex se reconvertían progresivamente al catolicismo de la mano del futuro obispo San Francisco de Sales a partir de 1594, que incluso entró de incógnito en la ciudad para intentar convencer a Teodoro de Beze de que celebrara un debate público sobre la religión. Las autoridades se vieron incapaces de responder a la amenaza católica, ya que no podían permitirse irritar al rey francés y, al mismo tiempo, la economía local dependía cada vez más del empleo de católicos como mano de obra doméstica y en la industria textil.
Jugando ahora a la defensiva, la República multiplicó las encuestas de población para seguir a los católicos pobres y a los mendigos, al tiempo que se vio obligada a aceptar en 1679 por el rey Luis XIV la presencia de un representante permanente que exigía que se le permitiera celebrar la misa católica en su casa para sus trabajadores y vecinos, asestando un duro golpe a la llamada ''pureza religiosa'' de la ciudad, sobre todo porque el primer representante, Laurent de Chavingy, era muy provocador.
En 1681, cuando Francia se anexiona Estrasburgo, Ginebra teme lo peor y los concejales deben sortear hábilmente la situación diplomática para salvaguardar la independencia de la República. Las principales ventajas que tenían los concejales para esta tarea eran, por un lado, la posición estratégica de la ciudad, ya que Francia estaba interesada en mantener el statu quo con Saboya, así como en respetar la alianza de Ginebra con los cantones suizos para mantener el suministro de mercenarios suizos, y, por otro, los intereses económicos, dado que la ciudad estaba situada en el centro de las rutas comerciales que unían el norte y el sur, y que aportaba una importante cantidad de capital para financiar la deuda de Francia.
Las tensiones alcanzaron su punto álgido durante la segunda oleada de refugiados hugonotes forzados al exilio en 1685 tras la revocación del edicto de Nantes, ya que Ginebra era un paso privilegiado para los refugiados que se dirigían a Suiza y los historiadores estiman que entre 100.000 y 120.000 hugonotes transitaron por la ciudad. Alentada por la prosperidad económica y la relativa paz entre 1654 y 1688, cuando Francia entró en guerra contra la liga de Augsburgo y bloqueó a sus enemigos, Ginebra prestó mucha ayuda a los refugiados, algunos de los cuales se instalaron definitivamente en la ciudad y ayudaron a desarrollar nuevas industrias como la indiennes y contribuyeron a la industria relojera, disgustando de paso a Francia.

### SigloXVIII

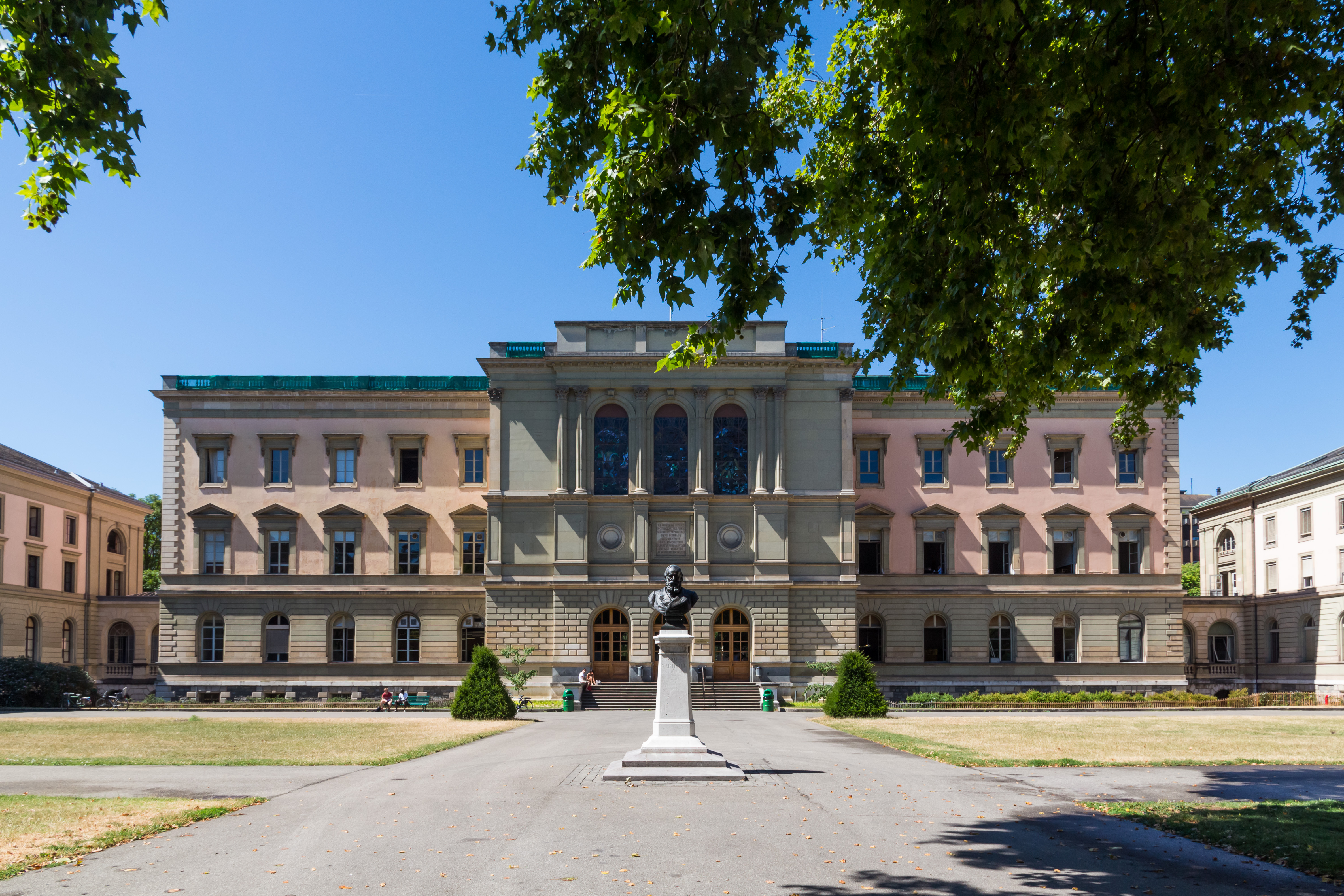
La Universidad de Ginebra establecida en 1559

No se produjeron cambios importantes en las fronteras de Ginebra hasta 1749. En un esfuerzo por racionalizar las fronteras marcadas por los territorios medievales regalados a los obispos en la Edad Media, la República y Francia intercambiaron territorios en ese año: Ginebra intercambió sus derechos sobre Challex, Thoiry, Fenières y algunos enclaves que poseía en el Pays de Gex, por Chancy, Avully y Russin. En un tratado similar con Saboya en 1754, Ginebra recibió de Saboya Cartigny, Jussy, Vandoeuvres, Gy, y algunos otros territorios más pequeños, a cambio de sus derechos sobre Carouge, Veyrier, Onex, Lancy, Bossey, Presinge, y otros. Durante los periodos barroco y clásico, Europa fue testigo de la aparición de varias ciudades planificadas. Salvo la reconstrucción de ciudades destruidas por incendios (como Schwyz en 1642, Sion en 1788 o La Chaux-de-Fonds en 1794), Suiza no se sumó a esta tendencia circunscrita sobre todo a las grandes monarquías y estados principescos. Sin embargo, el deseo de poseer o debilitar Ginebra por parte de Francia y Saboya ofrece dos buenos ejemplos de este urbanismo, ambas ciudades ginebrinas en la actualidad.
En el siglo XVIII, bajo Luis XV, Francia pretendía construir una gran ciudad portuaria en Versoix para desviar el tráfico en ruta hacia el lago Lemán y de ahí a la confederación suiza. La ciudad, prevista para unos 30.000 habitantes, habría sido mayor que Ginebra (por entonces la mayor ciudad suiza) e incluiría grandes plazas y puertos. Voltaire, que se había instalado en Ferney, se alegró especialmente de la idea de arruinar Ginebra. Sin embargo, la oposición de Berna a una nueva ciudad fortificada en su frontera, en el Pays de Gex, y los problemas presupuestarios en Francia, acabaron por detener el proyecto, del que finalmente se construyeron y sobreviven pocas piezas. Un proyecto más duradero fue lanzado por Saboya en 1777, que transformó Carouge en la puerta de entrada a las provincias del norte y confirió a la villa el estatuto de ciudad en 1786. La ciudad planificada era especialmente innovadora por el trazado simétrico de las calles y por la ausencia total de fortificaciones.
Tras el aura de una «Roma protestante» muy fortificada, surgió durante el siglo XVIII la imagen de una ciudad muy rica y elegante tras sus murallas. Salvo los periodos de crisis de la Gran Peste de Marsella y la caída del sistema monetario de la Ley de Juan en Francia, el siglo fue próspero hasta 1785, impulsado por la producción y exportación de artículos de lujo, sobre todo relojes. Entre 1760 y 1790, la industria relojera emplea a unos 4.000 trabajadores, un tercio de los hombres residentes. A lo largo del siglo, el gobierno invierte también en parques públicos, entre los que destaca el parque de los Bastiones en 1720, uno de los primeros ejemplos de parque público en Europa creado desde el principio para el público y por las autoridades públicas; en el embellecimiento de la ciudad, la mejora del alumbrado público, entre otros.

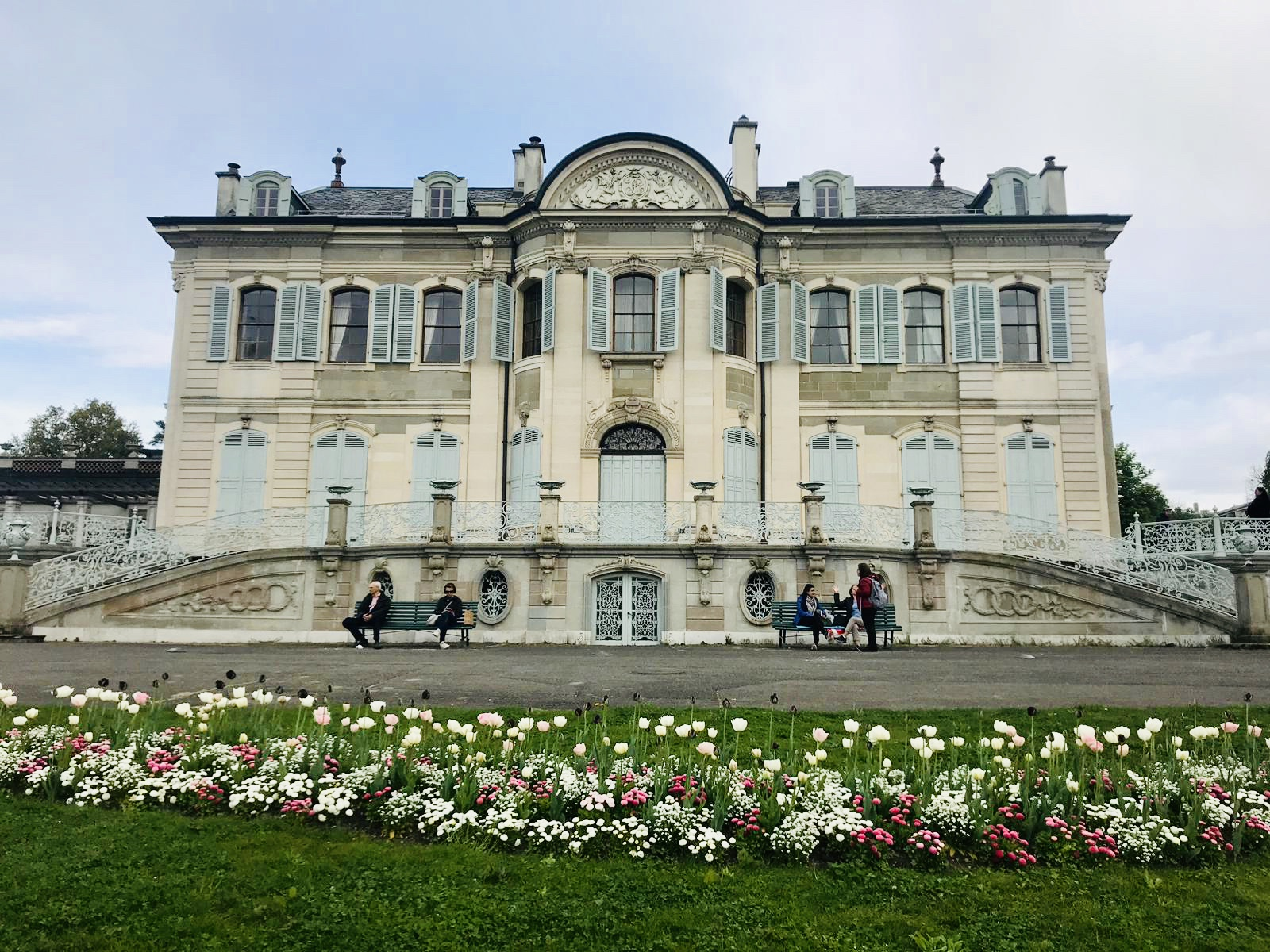
Villa La Grange en Ginebra construida entre 1768 y 1773 ha sido sede de importantes eventos políticos internacionales como la Cumbre Estados Unidos Rusia de 2021.

En una última de 1775, el escritor y filósofo Georges Sulzer escribió: «El Sr. Bonnet tuvo la amabilidad de acompañarme a Ginebra. Es bien sabido que esta ciudad es, en proporción a su tamaño, una de las más ricas de Europa. Sus avenidas anuncian ya su opulencia; todo indica un pueblo que vive en medio de la abundancia. En ninguna parte he visto tantas casas de campo como en el territorio de esta pequeña República: las orillas del lago están enteramente cubiertas de ellas. Todos estos edificios tienen un exterior agradable que anuncia, si no magnificencia, al menos el último grado de limpieza. Cada casa tiene sus propios jardines bien cuidados, a menudo incluso viñedos, prados y tierras labradas. La calle principal estaba abarrotada de peatones, caballos y carruajes, y los alrededores estaban tan concurridos como en otros lugares en días de gran solemnidad".
Al mismo tiempo, se avecinaban problemas políticos. En 1526, al crearse las instituciones de la República, la mayor parte del poder se otorgó al Consejo de los Doscientos. Sin embargo, el Pequeño Consejo fue mordisqueando poco a poco su poder, ya que la República había cedido efectivamente el poder al pequeño número de burgueses que controlaban el Pequeño Consejo. En 1707, el abogado y miembro del Consejo de los Doscientos Pierre Fatio fue ejecutado por su intento de recortar los poderes del Consejo Pequeño, liderando una nueva facción llamada de los Representantes que reclamaba un mayor reparto de poderes entre los dos consejos.
Además, debido al mayor crecimiento demográfico y al aumento del precio de la burguesía, la proporción de hombres elegibles para los consejos de gobierno descendió del 28% en 1730 al 18% en 1772, ya que la mayoría de la población eran entonces nativos y residentes, muchos de los cuales eran comerciantes o artesanos instruidos que rechazaban cada vez más ser excluidos de la política. Conscientes de su peso, y apoyados por Voltaire, los nativos unieron sus fuerzas a la facción de los representantes para derrocar a los consejos en abril de 1782 e iniciar una revolución (revolución de Ginebra de 1782) que facilitaría la adquisición de derechos burgueses por parte de los nativos. Sin embargo, sólo tres meses después, tropas bernesas, francesas y saboyanas entraron en la ciudad para volver a nombrar al antiguo gobierno y deshacer las reformas.
En 1785, la crisis económica golpea Ginebra, impulsada en primer lugar por las políticas proteccionistas y la crisis financiera de Francia y Alemania, que reducen la demanda de los lujosos relojes ginebrinos. Tras un invierno difícil en 1788-89, estallan en Saint-Gervais disturbios por el aumento del precio del pan, que se extienden al resto de la ciudad. Preocupado por una escalada de las revueltas, el gobierno puso en marcha varias reformas para apaciguar a la población, entre ellas la concesión de la ciudadanía a los nativos y residentes de los pueblos del campo.
Sin embargo, en 1792 la Revolución Francesa llegó a Ginebra cuando los revolucionarios tomaron Saboya en septiembre de ese año. El gobierno ginebrino recibió el apoyo militar de sus aliados suizos, pero éstos se retiraron rápidamente de la ciudad a cambio de que Francia les garantizara el respeto de su neutralidad. El 19 de noviembre de 1792, la Convención Nacional declaró el Edicto de Fraternidad, que llamaba a los pueblos europeos a levantarse contra sus gobernantes, tanto seculares como espirituales, y derrocarlos; en respuesta, el gobierno ginebrino decidió conceder el día de la Escalada, el 12 de diciembre, plenos derechos a todos los habitantes de la ciudad y sus pueblos.

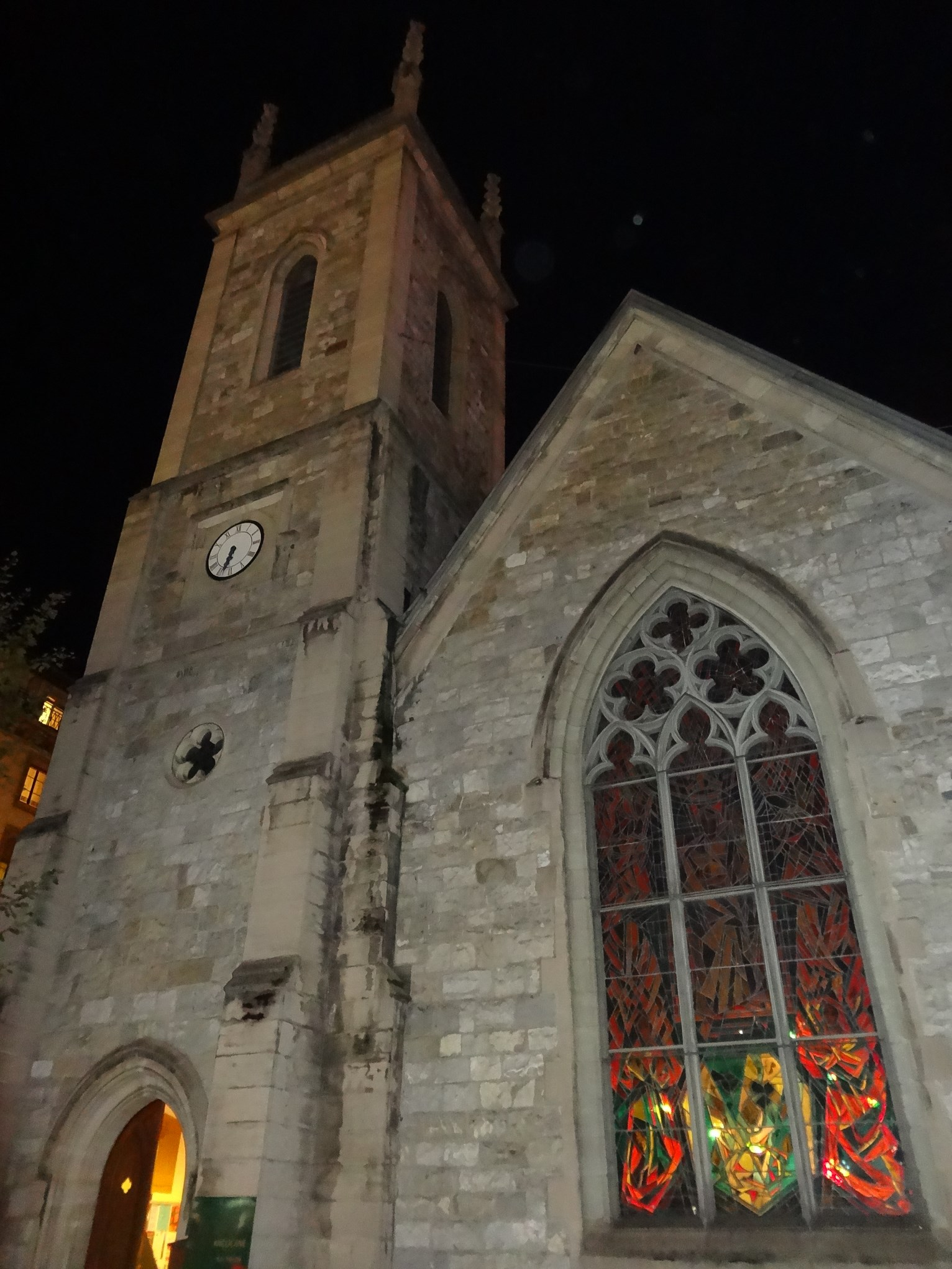
Iglesia de la Santísima Trinidad templo anglicano consagrado en 1853 por un grupo de exiliados ingleses

Sin embargo, ya era demasiado tarde y el 28 del mismo mes, una nueva revuelta se extiende por la ciudad y el antiguo gobierno patricio cae, sustituido por un nuevo régimen que, al día siguiente, adopta el lema de «Liberté, Égalité, Indépendence» (Libertad, Igualdad, Independencia), subrayando el hecho de que, a pesar de sus principios revolucionarios, los ciudadanos de Ginebra se oponían a cualquier medida que renunciara a la independencia de la ciudad en un periodo en el que la amenaza de Francia no remitía. Siguió un periodo de crisis e inestabilidad política y económica, con una nueva constitución adoptada en 1794 y varios cambios de gobierno que adoptan ideas cada vez más radicales y controvertidas, como tasas de impuestos sobre la riqueza mucho más elevadas para los ciudadanos de facciones opuestas, y penas de muerte y prisión para cientos de adversarios.
Mientras tanto, en Francia, Robespierre cae el 27 de julio de 1794 y con él el Reinado del Terror. Poco a poco, Ginebra recupera la estabilidad y en septiembre de 1795, con el «acto de olvido», se anulan todos los juicios de los tribunales revolucionarios. Los viejos símbolos de la República de Ginebra vuelven a resurgir y en octubre de 1796 se adopta una nueva constitución, más conservadora.
Las cosas evolucionarán rápidamente cuando Francia anexione oficialmente Saboya en la primavera de 1796 y Ginebra sea cada vez más denunciada por París como «guarida de contrabandistas, aristócratas y emigrantes». En enero de 1798, el ejército francés invade la confederación suiza e inicia un embargo comercial sobre Ginebra, pero el Directorio desea anexionar la ciudad a petición de sus ciudadanos y no por la fuerza. El deseo se cumpliría el 15 de abril de 1798, cuando el gobierno ginebrino se ve coaccionado por la presión económica y política para solicitar la anexión a Francia[22]. El tratado fue relativamente favorable para Ginebra, cuyos ciudadanos conservaron los bienes de la República, se les deja en paz en lo que respecta a la educación y la economía, y se les concede una exención de 5 años del servicio militar obligatorio. Las fortificaciones de la ciudad también se mantienen intactas y se conservan, y la religión protestante se tolera en gran medida, aunque con condiciones estrictas como la degradación de su estatus a simple asociación.
Tras largos debates en París, Ginebra se convierte en capital de un nuevo departamento del Léman, que se asemeja a la antigua diócesis católica de Ginebra anterior a la reforma protestante.
El ejército napoleónico abandona Ginebra el 30 de diciembre de 1813, y al día siguiente se proclama el retorno de la República (Restauration de la République).

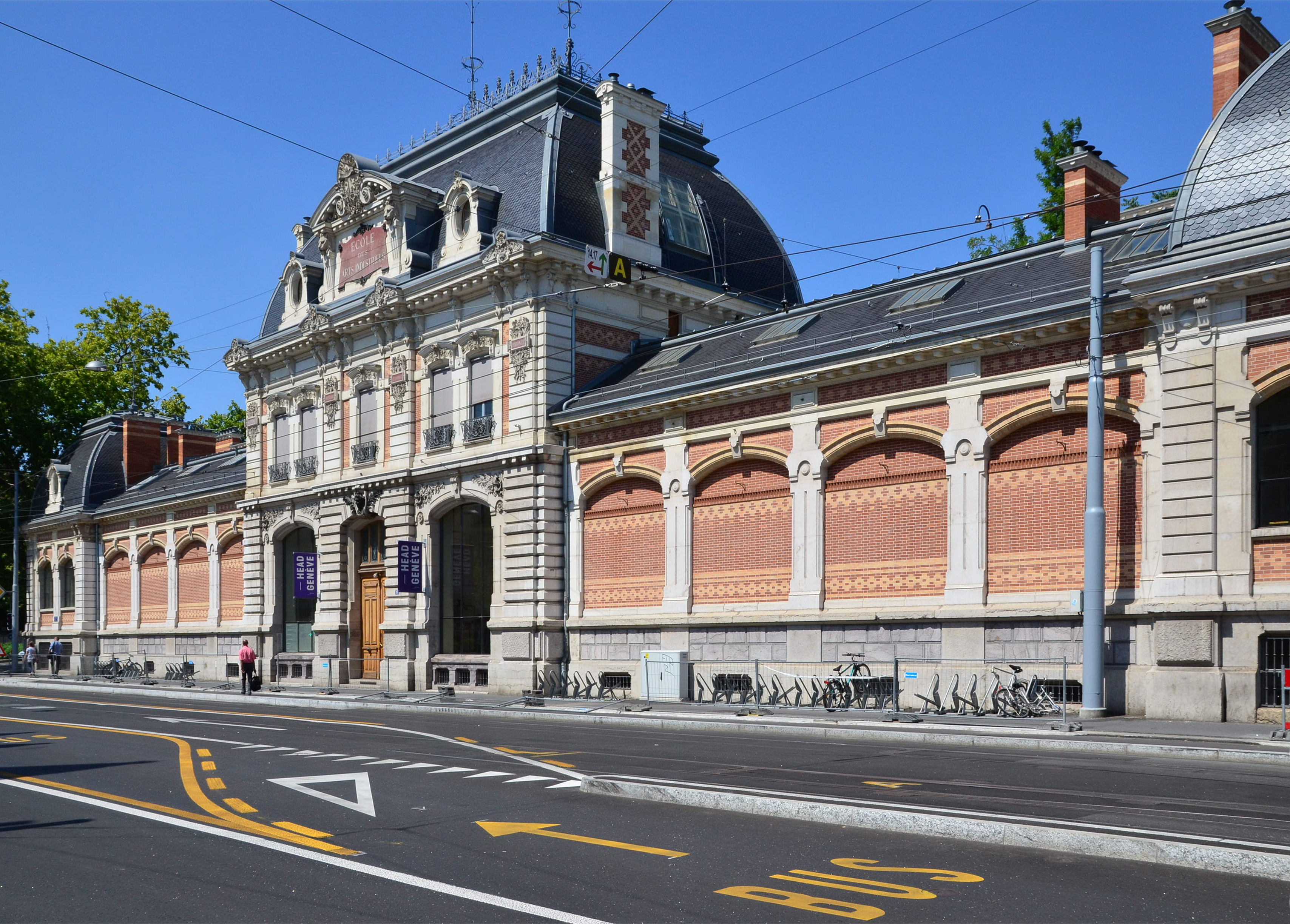
La Antigua Escuela de Artes Industriales en Ginebra cuya creación se remonta a 1876

### SigloXIX
Durante las guerras Napoleónicas, Ginebra fue ocupada y anexionada por Francia. Después de independizarse de Francia en 1813, Ginebra proclamó la antigua república, pero consciente de su aislamiento, se adhirió a la Confederación suiza el 19 de mayo de 1815 como el cantón número 22 de la misma, después del Congreso de Viena y de haber negociado con el ducado de Saboya la transferencia territorial de 108,8 kilómetros cuadrados de tierras (Aire-la-Ville, Anières, Bardonnex, Bernex, Carouge, Collonge-Bellerive, Corsier, Hermance, Plan-les-Ouates, Perly-Certoux, Presinge, Soral, Troinex y Veyrier) para desenclavar al futuro cantón del cantón de Vaud, y obtuvo seis ciudades francesas en compensación por la ocupación napoleónica (Collex-Bossy, Le Grand-Saconnex, Pregny, Vernier, Meyrin y Versoix): 49,3 kilómetros cuadrados.
Geográficamente, la ciudad y el cantón se habían visto favorecidos en la Edad Media por su posición como encrucijada entre Francia, Saboya e Italia con el norte de Europa, a través de los puertos de montaña y el lago Lemán (véase el apartado anterior). Sin embargo, esta ventaja se evaporó con la construcción del ferrocarril. El primer ferrocarril que unió la ciudad, construido por la Paris-Lyon-Méditerranée (PLM), enlazó Ginebra con Lyon en 1858, seguido poco después, durante el mismo año, por la línea ferroviaria de Ginebra a Lausana, operada por la Compañía Suiza Occidental. Esto proporcionó un enlace básico entre Francia (Lyon) y Suiza (Lausana), pero para completar el papel de cruce de caminos la red necesitaba una conexión norte-sur, que uniera Annecy con Ginebra.

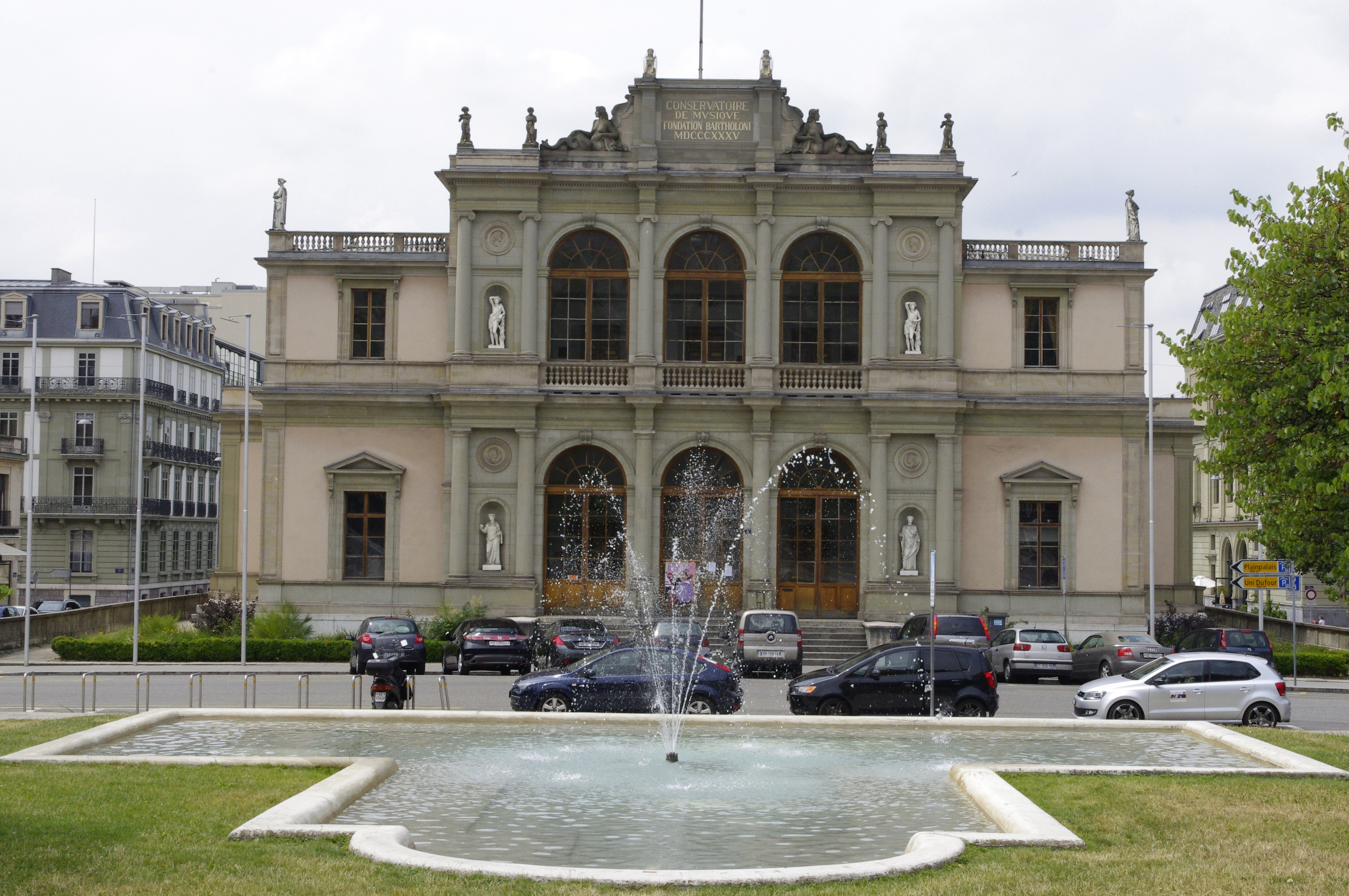
El Conservatorio de Música de Ginebra data de 1835

El ferrocarril Victor Emmanuel mostró interés por este enlace. Camillo Benso, primer ministro del gobierno sardo, afirmaba que si el ferrocarril no penetraba en Faucigny y Chablais, esos territorios «estarían más separados del resto de Saboya de lo que Cerdeña lo está del resto de las provincias continentales.. Permitir esta separación equivaldría a abandonar esas dos buenas provincias a Suiza" Sin embargo, sólo llegarían a construirse unos pocos kilómetros de la línea desde Annecy antes de que el proyecto fuera abandonado debido a la anexión de Saboya a Francia en 1860. Tras la anexión, Francia dio prioridad a la conexión ferroviaria de sus nuevas provincias con el resto del país y rápidamente otorgó una concesión a PLM para construir un enlace entre Fort l'Écluse, en la línea Lyon-Ginebra, y Annemasse, y desde allí a Thonon-les-Bains y Faucigny.
Este proyecto contó con la oposición de Ginebra, ya que el enlace evitaría atravesar el cantón. El gobierno suizo elaboró un tratado alternativo en 1869 que concedía a Francia cinco años para construir la línea Annecy-Annemasse-Eaux-Vives-Ginebra, y encargaba a Suiza la finalización del tramo Annemasse-Ginebra, lo que otorgaría a Ginebra un papel fundamental al convertirse en la encrucijada entre Lyon, el Chablais y Faucigny. Aunque en un principio el gobierno francés se mostró dispuesto a permitir la construcción de ambas opciones, la guerra franco-prusiana detuvo muchos proyectos, y sólo se terminaría finalmente el tramo de Fort l'Écluse a Annemasse.
Otra oportunidad perdida por Ginebra para conservar su posición central fue el túnel de Simplon.

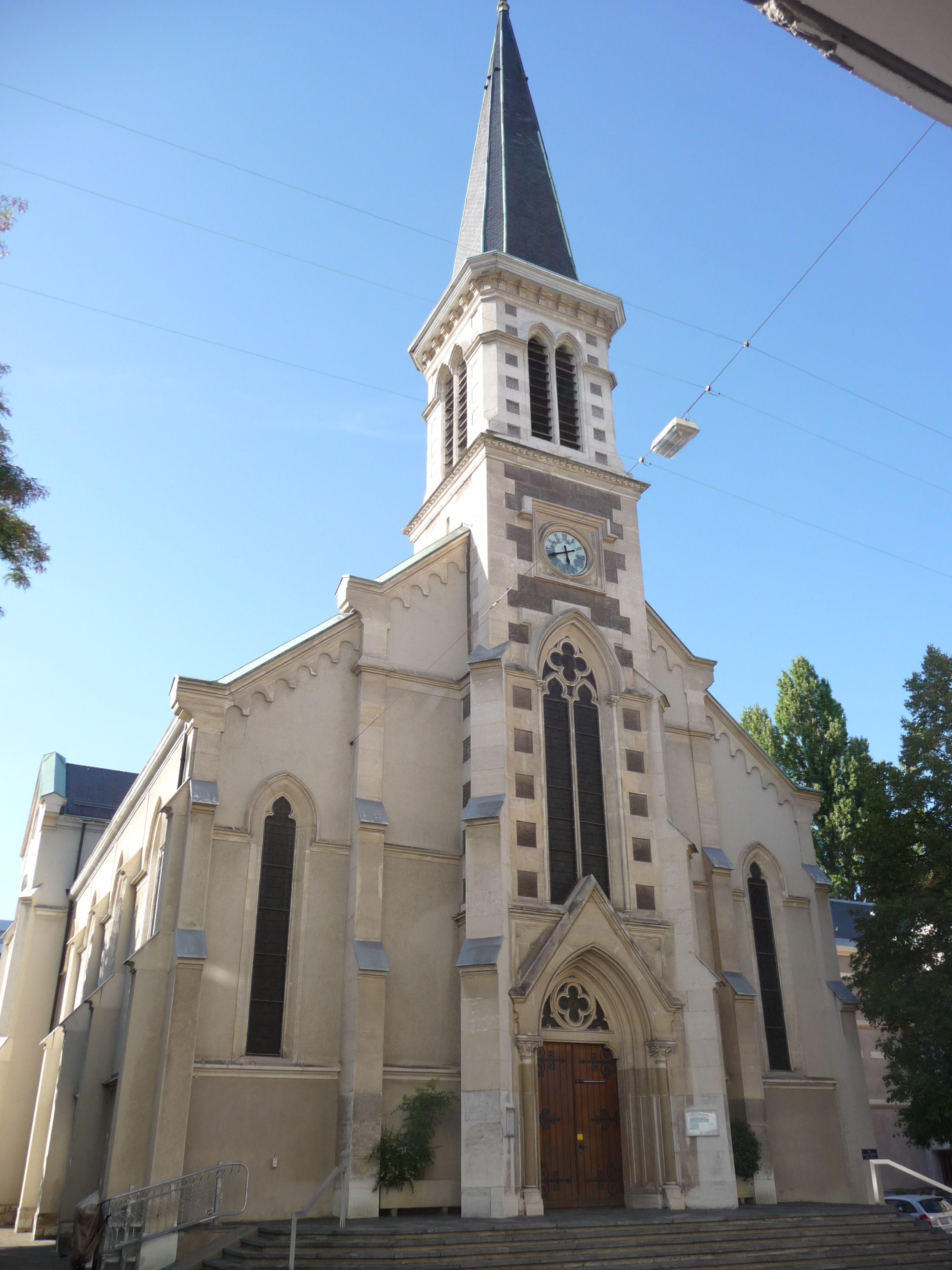
Iglesia Católica de San Antonio de Padua en Ginebra, consagrada en 1899

Ginebra había sopesado la idea de construir un túnel a través del Col de la Faucille en Gex, que uniera el cantón con Saint-Jean-de-Losne en Borgoña en el eje París-Lyon, evitando Lyon. En 1874, el gobierno ginebrino presentó una propuesta para este proyecto, complementada en 1886 con el proyecto de unir el cantón con Gex y Morez y Saint-Julien-en-Genevois y Annecy, lo que habría transformado la ciudad en un auténtico nudo ferroviario.
El inicio de la construcción del túnel del Simplón en 1896 animó a Ginebra a impulsar este proyecto, y volvió a sugerir la construcción de un túnel bajo el Col de la Faucille para proporcionar una conexión más corta entre Francia e Italia que los enlaces existentes a través del túnel de Fréjus y el túnel de San Gotardo. Tanto Francia como otros cantones occidentales mostraron gran interés por la idea. Sin embargo, el PLM optó por el túnel del Mont d'Or para enlazar Francia con el túnel de Simplon a través de Lausana y el valle del Ródano en el Valais, inaugurado en 1915. Las esperanzas de construir un túnel ferroviario bajo el Mont Blanc, que habría permitido aumentar el tráfico ferroviario a través de Ginebra, también se vieron truncadas por el comienzo de la Primera Guerra Mundial, y cuando este túnel se terminó de construir tras la Segunda Guerra Mundial, se había convertido en un túnel de carretera.

### SigloXX
Se construyó un pequeño tramo de ferrocarril entre Annemasse y Eaux-Vives, pero esta estación quedaría desconectada del resto de la red suiza a pesar del acuerdo de la confederación suiza de completar el enlace que faltaba entre esa estación y la estación central de Ginebra en Cornavin en 1912. Aunque el enlace entre Cornavin y Eaux-Vives se completó finalmente en 2019, dando lugar a la creación de la red ferroviaria de cercanías Léman Express, no está destinado al transporte de mercancías. Además, la línea sur entre Annemasse y Valais, que ofrecía un camino más corto hacia el túnel de Simplon desde Ginebra (la «línea Tonkin»), se cerró finalmente entre Evian-les-Bains y Saint-Gingolph al tráfico de pasajeros en 1937 y a todo tipo de tráfico en 1988.
Como consecuencia de todas estas decisiones, aunque existe tráfico de mercancías hacia las zonas industriales de La Praille, Vernier y Meyrin, la principal estación de clasificación que da servicio a la ciudad, Lausana-Triage, está situada cerca de Morges, a 50 km de Ginebra, y la ciudad nunca recuperó su importancia como puerta de tráfico hacia Europa central desde el Mediterráneo.
Desde el punto de vista financiero, los banqueros de la ciudad habían desarrollado durante mucho tiempo sus conexiones y redes en toda Europa. Con la llegada de la revolución industrial, la principal industria de la ciudad era la relojería, y durante mucho tiempo se había enorgullecido de la artesanía de sus trabajadores. Por ello, los banqueros locales canalizaron el excedente del abundante capital hacia inversiones en otras ciudades. Algunas industrias lograron desarrollarse gracias a la mano de obra altamente cualificada, por ejemplo la Société Genevoise d'Instruments de Physique (SIP) creada en 1860, que producía equipos eléctricos, y que acabaría fusionándose en 1891 con Cuenod Sautter & Cie para formar Ateliers Sécheron, que producía equipos eléctricos y locomotoras de tren. En 1919 fue adquirida por la empresa Brown Boveri, y en la actualidad, con el nombre de Sécheron Hasler, sigue produciendo complejos transformadores eléctricos y otros equipos eléctricos en su fábrica de Satigny. Las empresas químicas Firmenich y Givaudan se crearon en 1895 y 1898.

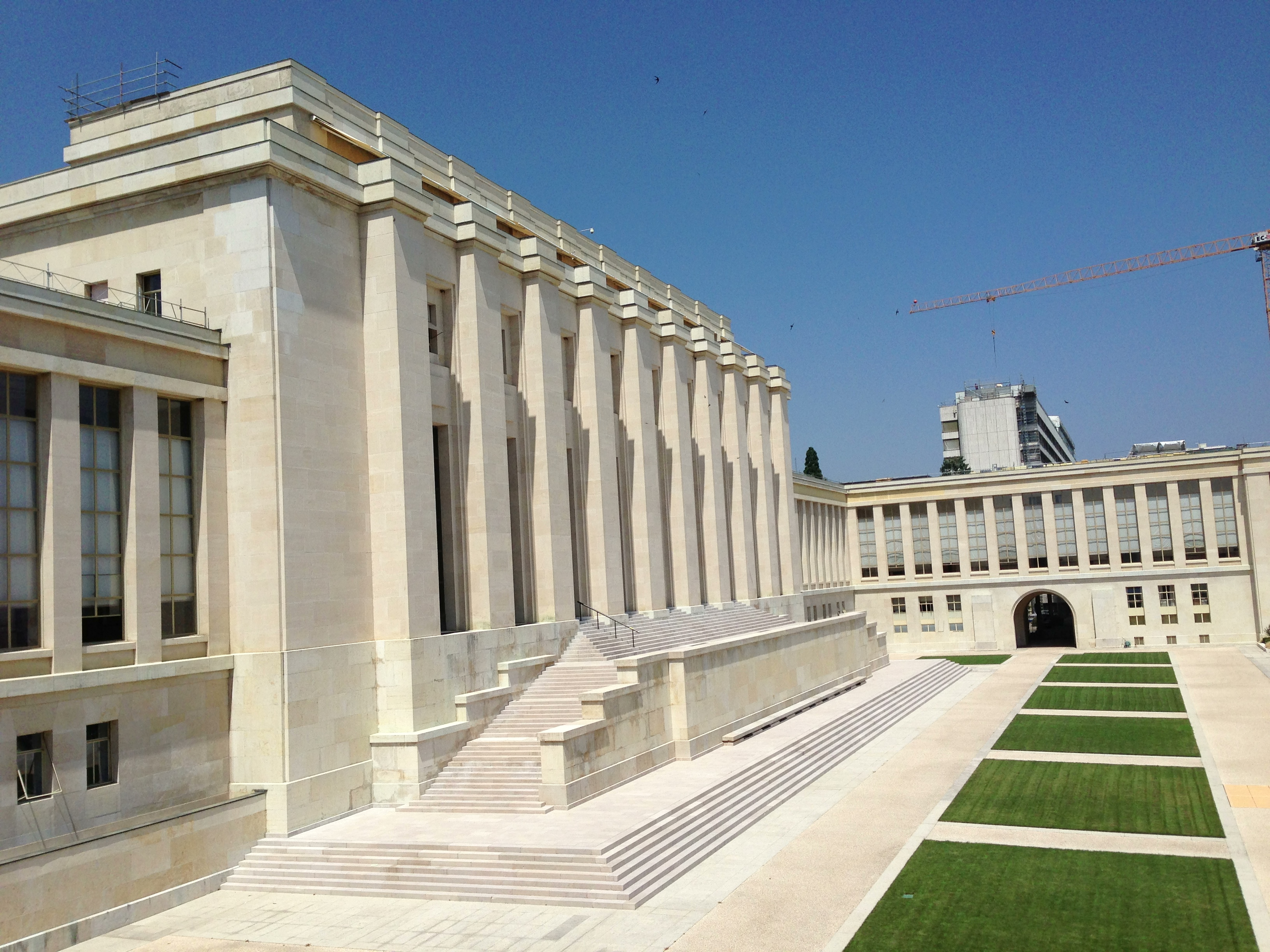
Edificio A del Palacio de las Naciones, Campus de la ONU, Ginebra,

A pesar de todos estos ejemplos, debido al relativo aislamiento del cantón, rodeado por Francia desde 1860 y unido con una pequeña red ferroviaria al resto del continente, el cantón no consiguió desarrollarse industrialmente tan rápido como ciudades mejor conectadas como Zúrich, que superó a Ginebra como la mayor ciudad de Suiza por población a finales de la década de 1860.
La suerte del cantón mejoraría a partir de 1919, cuando Ginebra fue elegida sede de la Sociedad de Naciones. Esto dio lugar a grandes obras de construcción para albergar la organización, incluido el Palacio de las Naciones, terminado en 1938. Tras la disolución de la organización, la nueva sede de las Naciones Unidas no pudo ubicarse en Ginebra, ya que la nueva organización debía diseñarse con un consejo de seguridad capaz de dirigir operaciones militares, lo que era incompatible con el principio de neutralidad suizo. En su lugar, en 1946 se llegó a un acuerdo para ubicar en Ginebra la segunda sede de la organización, incluyendo las sedes de sus organizaciones más importantes, como la Organización Internacional del Trabajo (establecida en Ginebra en 1919), la Organización Mundial de la Salud, la Unión Internacional de Telecomunicaciones y el Acuerdo General sobre Aranceles Aduaneros y Comercio (precursor de la Organización Mundial del Comercio) (1948), o la Organización Meteorológica Mundial (1955) y la Organización Mundial de la Propiedad Intelectual (1967). A la decisión contribuyeron el buen estado de las infraestructuras dejadas por la Sociedad de Naciones y la pista de aterrizaje asfaltada e intacta del aeropuerto de Ginebra (el único de Suiza en aquella época), en un continente europeo asolado por la Segunda Guerra Mundial.
Esto tuvo un profundo impacto en la economía local, ya que la conectividad de su aeropuerto fue impulsada por la ONU, puesto que la organización celebra la mayoría de sus conferencias en la ciudad. En una época en la que la comunicación intercontinental era más difícil que hoy, Ginebra se convirtió en un centro mundial de negociaciones y tratos gracias a su estatus internacional, su resistente red telefónica, su aeropuerto internacional y la convertibilidad del franco suizo. Esto propició el nacimiento del gran sector del comercio de materias primas, a partir de la llegada de la sede europea de Cargill en 1956, y la rápida expansión de su ya existente gran sector bancario privado, entre otras industrias basadas en los servicios que ahora impulsan la mayor parte de la economía local junto con la tradicional industria relojera.
La cooperación transfronteriza comenzó sólo un siglo después de la creación del cantón. En 1913 se selló un acuerdo entre Suiza y Francia para construir la presa eléctrica de Chancy-Pougny. Terminada en 1925 para abastecer de energía a las acerías de Creusot, empezó a suministrar electricidad a los Services Industriels de Genève en 1958.
Los movimientos laborales transfronterizos existían en Ginebra desde la Edad Media y la ciudad era tradicionalmente más abierta a la inmigración que otras. En torno al año 1700, las ciudades suizas y sus aliados, como Ginebra, tenían dos tipos de residentes: los burgueses, que poseían derechos políticos (y una minoría de los cuales formaba la clase patricia), y los habitantes, que no tenían voz ni voto en el gobierno de la ciudad. Entre estos últimos, se encontraban los «establecidos», que tenían permisos de residencia plenos, y los «tolerados», con permisos limitados en el tiempo. La proporción de burgueses sobre el total de residentes en Basilea era del 70% en 1795; del 61% en Zúrich en 1780, y del 26% en Ginebra en 1781. La proporción de «habitantes» en Zúrich en 1795 era del 8%, mientras que en Ginebra, una ciudad más liberal, era del 46% en 1764. Nótese que el resto de residentes eran «extranjeros», gente de otros pueblos y ciudades.

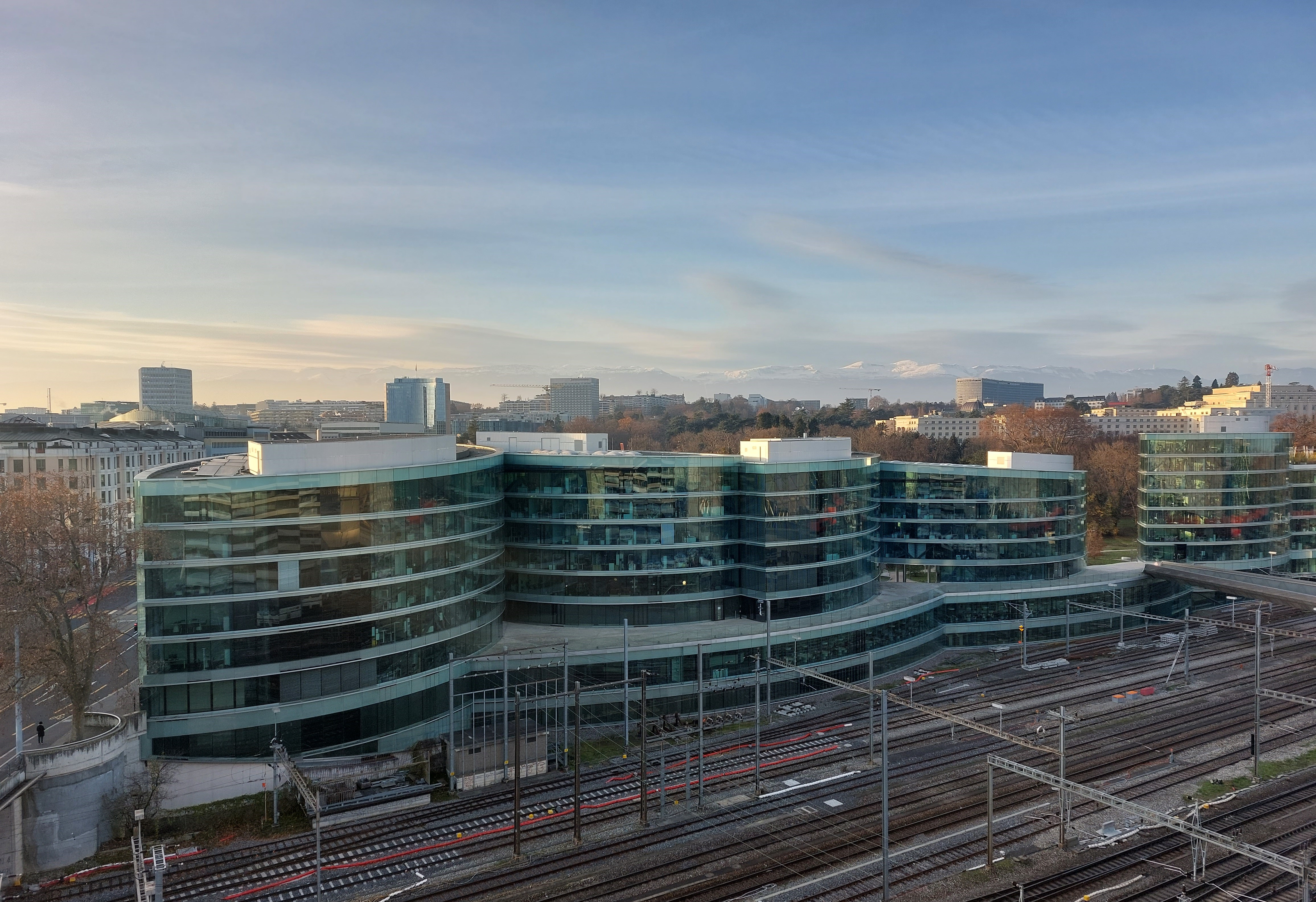
Casa de la Paz de Ginebra, institución de Educación Superior establecida en 2013

Partiendo de las raíces liberales, en 1882 un convenio permitió a los ciudadanos franceses cierto grado de libertad para trabajar en Suiza y viceversa. Sin embargo, los años cincuenta y sesenta fueron de gran crecimiento económico en Ginebra. Esto provocó una creciente necesidad de emplear a trabajadores del otro lado de la frontera, del Pays de Gex y de la Alta Saboya - de 6.750 trabajadores en 1966 a 22.500 en 1972. Como Ginebra se negó a participar en los acuerdos franco-suizos para el reparto de los impuestos sobre la renta recaudados a los trabajadores transfronterizos de 1935 y 1966 que abarcaban a todos los demás cantones, los municipios de las regiones francesas vecinas se vieron cada vez más asfixiados por la necesidad de financiar equipamientos públicos para una población que no contribuía económicamente a los presupuestos. Esta situación dio lugar a una primera agrupación de municipios para defender sus intereses, la «Association de Communes Frontalières». Reconociendo el problema, Ginebra acordó en 1973 transferir directamente a los municipios franceses el 3,5% de los ingresos brutos de esos trabajadores, lo que equivale a unos 330 millones de francos anuales en la actualidad.

### Historia reciente
La cooperación aumentó tras los acuerdos de Madrid de 1980 sobre el Convenio Marco de Cooperación Transfronteriza. Sin embargo, fue el acuerdo de 2002 sobre la libre circulación de personas entre la Unión Europea y Suiza el que tuvo un mayor impacto en la economía y la sociedad ginebrinas. El número de trabajadores transfronterizos aumentó de 35.000 en 2002 a 92.000 en 2020, lo que incrementó enormemente la necesidad de cooperación, especialmente en el transporte. Condujo a la creación de la «Aglomeración Franco-Valdo-Ginebrina», más tarde rebautizada «Gran Ginebra» en 2012, cuya extensión geográfica corresponde aproximadamente al área metropolitana de Ginebra, de un millón de habitantes, que se extiende más allá de las fronteras cantonales a través de Vaud, Ain y Alta Saboya. Sus principales logros incluyen el impulso a la construcción y explotación de la red ferroviaria Léman Express y las extensiones proyectadas de la red de tranvías tpg a Annemasse, St-Julien-en-Genevois y Ferney-Voltaire. 

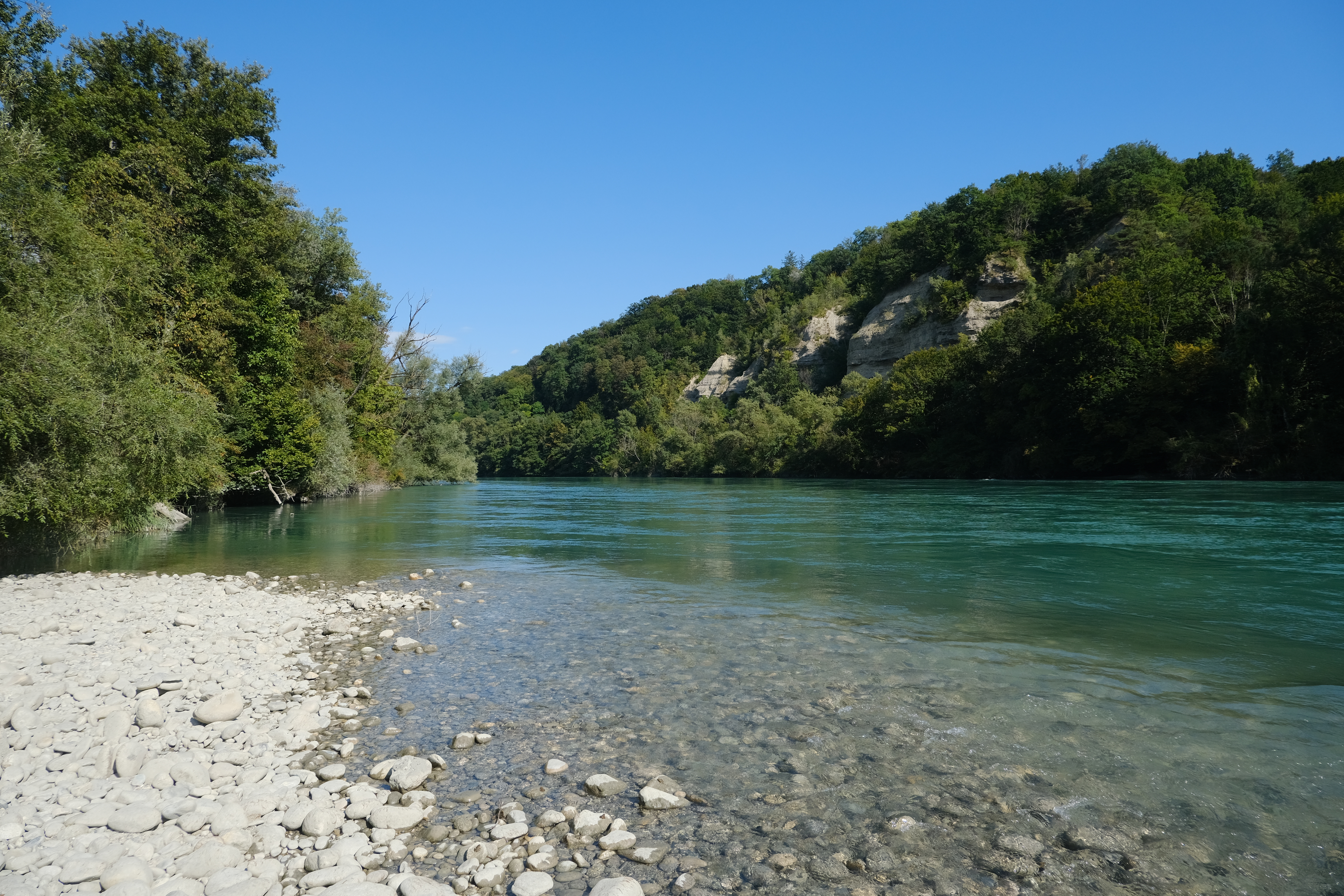
Playa fluvial en el Cantón de Ginebra

## Geografía
Limita al norte, al oeste y al sur con el departamento francés de Ain, al que da también servicio el aeropuerto de Cointrin. 
Al oeste tiene importantes cimas pertenecientes al sistema montañoso del Jura. La única vía posible hacia Francia es el paso de la Vaucluse.
Al sur también tiene montañas de importancia, aunque más aisladas y bajas que las anteriores. Destaca el monte Salève, unido a través de teleférico con el cantón, y la Môle.
Al este limita con el Lago Lemán, del cual brota la continuación del Ródano. Hay otro río importante en el cantón, el Arve.

### Relieve

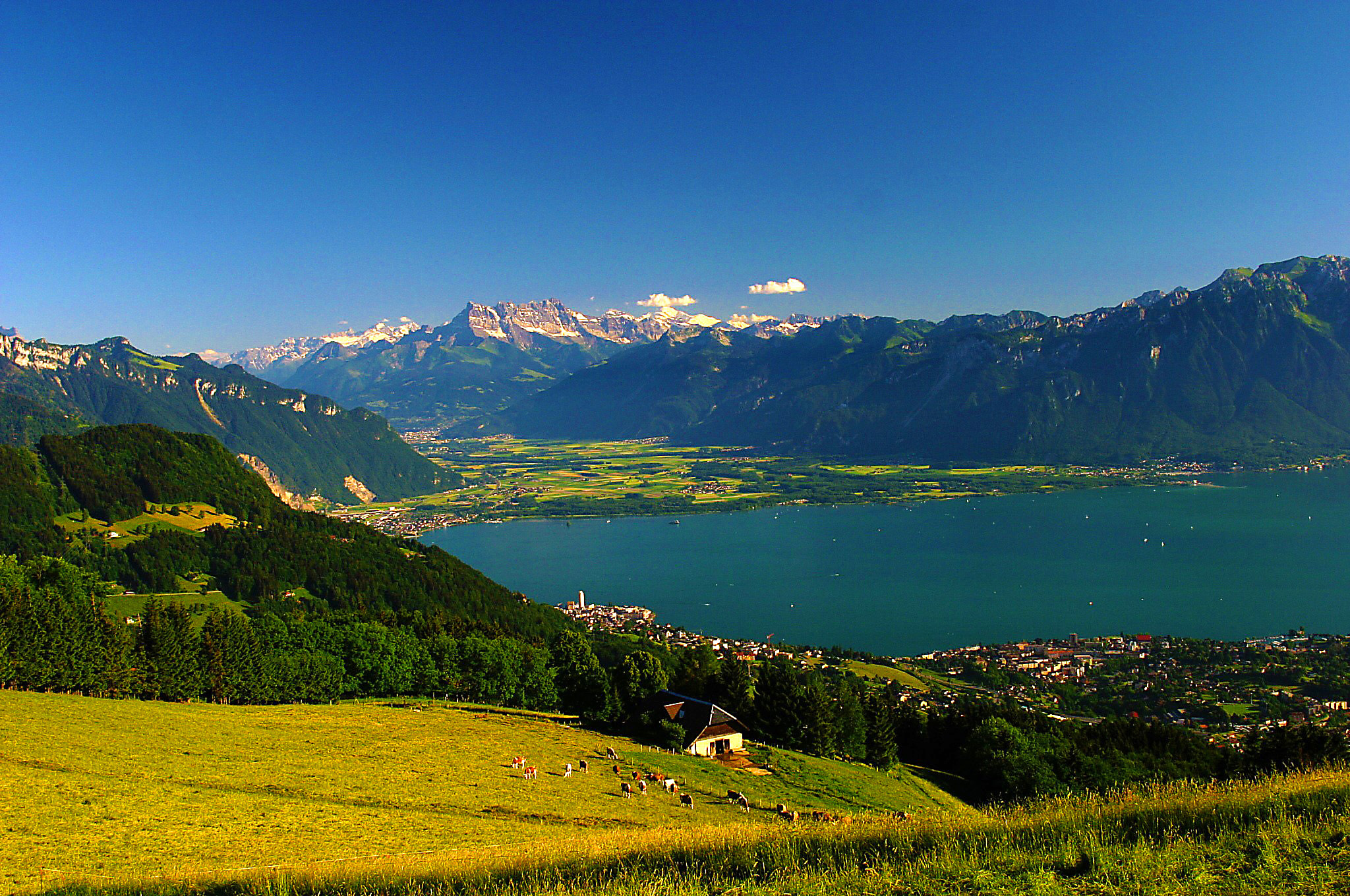
El lago Ginebra rodeado de montañas

Está rodeado, en territorio francés, por el macizo del Jura al noroeste, cuyo punto más alto es el Crêt de la Neige a 1.720 metros, mientras que el punto más alto del cantón se sitúa a unos 516 metros en la comuna de Jussy (en Monniaz). El Vuache, al oeste, separado de los Montes del Jura por el crisol del Ródano, Fort l'Écluse fue construido para dominar la región ginebrina. El Mont-de-Sion, al sur, descrito por César en la guerra de las Galias como la única ruta transitable para los convoyes de tanques que salían de Genava en dirección a Narbona. El Salève, al sureste, está en Francia, pero se le conoce como el monte de los ginebrinos por la facilidad de acceso (teleférico), pero también por su posición privilegiada sobre el cantón y el lago, que ofrece una vista cuando menos espectacular. En un día despejado, el panorama se extiende desde Fort l'Écluse, un paso del Ródano excavado durante la última glaciación por su glaciar, que se cree que se extendió hasta los alrededores de Lyon y modeló el terreno ondulado y pedregoso de la llanura, hasta Nyon, en el cantón de Vaud.
La principal característica del cantón es la mezcla muy homogénea de una ciudad de tamaño medio con una gran influencia internacional, ayudada por su aeropuerto, creado en 1923 (17,4 millones de pasajeros en 2017), y un campo bien conservado a no más de 15 kilómetros del centro de la ciudad. El Mandement, en el noroeste del cantón, es una zona de colinas excavada por el Allondon, afluente del Ródano que nace a los pies de los montes del Jura e incluye las localidades vinícolas de Dardagny, Russin y Satigny. La presa de Verbois, construida en el Ródano, suministra gran parte de la energía de Ginebra y une el Mandement con la región de Champaña por la orilla izquierda, entre los municipios de Russin y Aire-la-Ville.

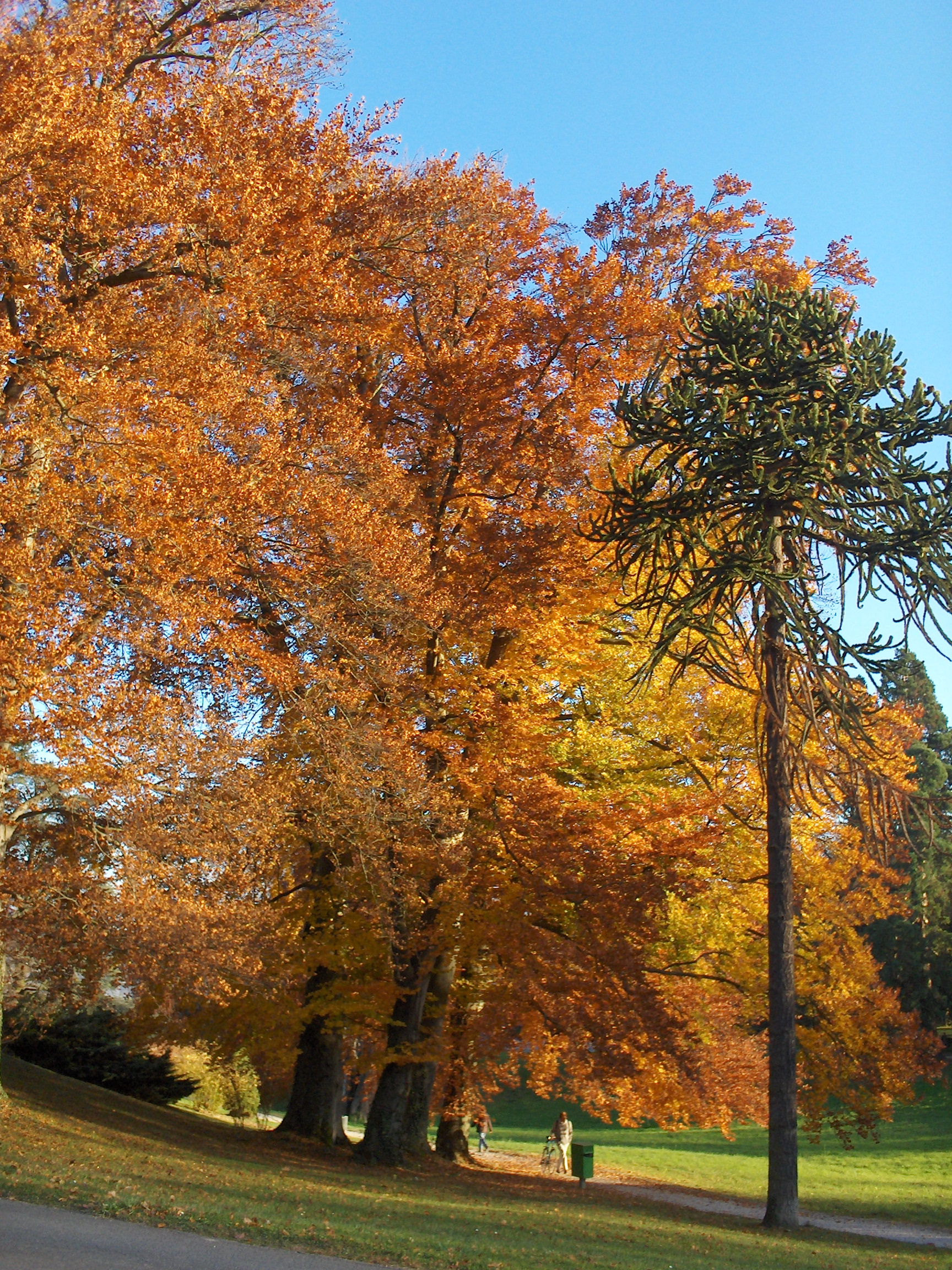
Paisaje de otoño en Ginebra

En la región ginebrina de Champaña se encuentra el municipio de Chancy, el más occidental de Suiza. Bernex, la ciudad principal, es el emplazamiento de la Señal, el segundo punto más alto del cantón con 509,9 metros, donde antaño se encendía una hoguera para que la viera el mayor número posible de personas. El municipio de Bernex, que incluye los pueblos de Lully y Sézenove, tiene unos 10.000 habitantes. En esta región aún quedan algunos pueblecitos de carácter típico, como Sézegnin, Athenaz, Avusy, Laconnex, Soral, Cartigny y Avully, que fueron cedidos por el Ducado de Saboya en 1815, cuando Ginebra se unió a la Confederación Helvética. La mayor parte de la frontera entre Champaña y Francia está delimitada por el Laire, un pequeño afluente del Ródano que pasa cerca de Soral y Sézegnin, y el Ródano.
La región es principalmente agrícola, pero también incluye viñedos y, gracias a las capas de sedimentos depositadas por el glaciar del Ródano, proporciona importantes recursos de grava.

### Clima
El cantón de Ginebra, situado en la parte occidental de Suiza, disfruta de un clima templado influido por su proximidad al lago Lemán y las montañas circundantes. Esta región experimenta una mezcla de inviernos frescos y veranos cálidos, con precipitaciones repartidas a lo largo del año.
Los inviernos en Ginebra suelen ser suaves, con temperaturas medias que oscilan entre 0,1 °C y 2,4 °C. Las nevadas son frecuentes, siendo enero el mes más frío, con una media de 108 mm de nieve.
La primavera trae consigo una tendencia gradual al calentamiento, con una media de temperaturas máximas que pasa de 11,2 °C (52,2 °F) en marzo a 19,7 °C (67,5 °F) en mayo. Las precipitaciones aumentan durante este periodo, siendo mayo el mes más lluvioso, con una media de 151 mm.
Los veranos en Ginebra son cálidos y agradables, con temperaturas máximas medias que alcanzan los 25,8 °C (78,4 °F) en julio. Esta estación es también la más soleada, con una media de 267 horas de sol en julio3. Las precipitaciones son moderadas: en junio y agosto caen unos 105 mm.

Jardín botánico de Ginebra

En otoño se produce un enfriamiento gradual, con una media de temperaturas máximas que desciende de los 20 °C (68 °F) de septiembre a los 11,2 °C (52,2 °F) de noviembre. Octubre es el mes más lluvioso, con 105 mm de precipitaciones y 10,1 días de lluvia.
La presencia del lago Lemán influye significativamente en el clima local, moderando las temperaturas y contribuyendo a elevar los niveles de humedad. Las cadenas montañosas del Jura y los Alpes, al norte y al oeste de Ginebra, también influyen en el clima, provocando temperaturas más frías y mayores precipitaciones.
La época ideal para visitar Ginebra es entre mayo y septiembre, cuando las temperaturas son cálidas, las precipitaciones moderadas y las horas de sol abundantes. Este periodo ofrece un tiempo agradable para realizar actividades al aire libre y hacer turismo.
El clima del Cantón de Ginebra se caracteriza por sus inviernos suaves, veranos cálidos y precipitaciones constantes durante todo el año. Las características geográficas únicas de la región, como el lago Lemán y las montañas circundantes, contribuyen a su clima templado, convirtiéndola en un destino atractivo para los visitantes durante todo el año.

## Política y Gobierno

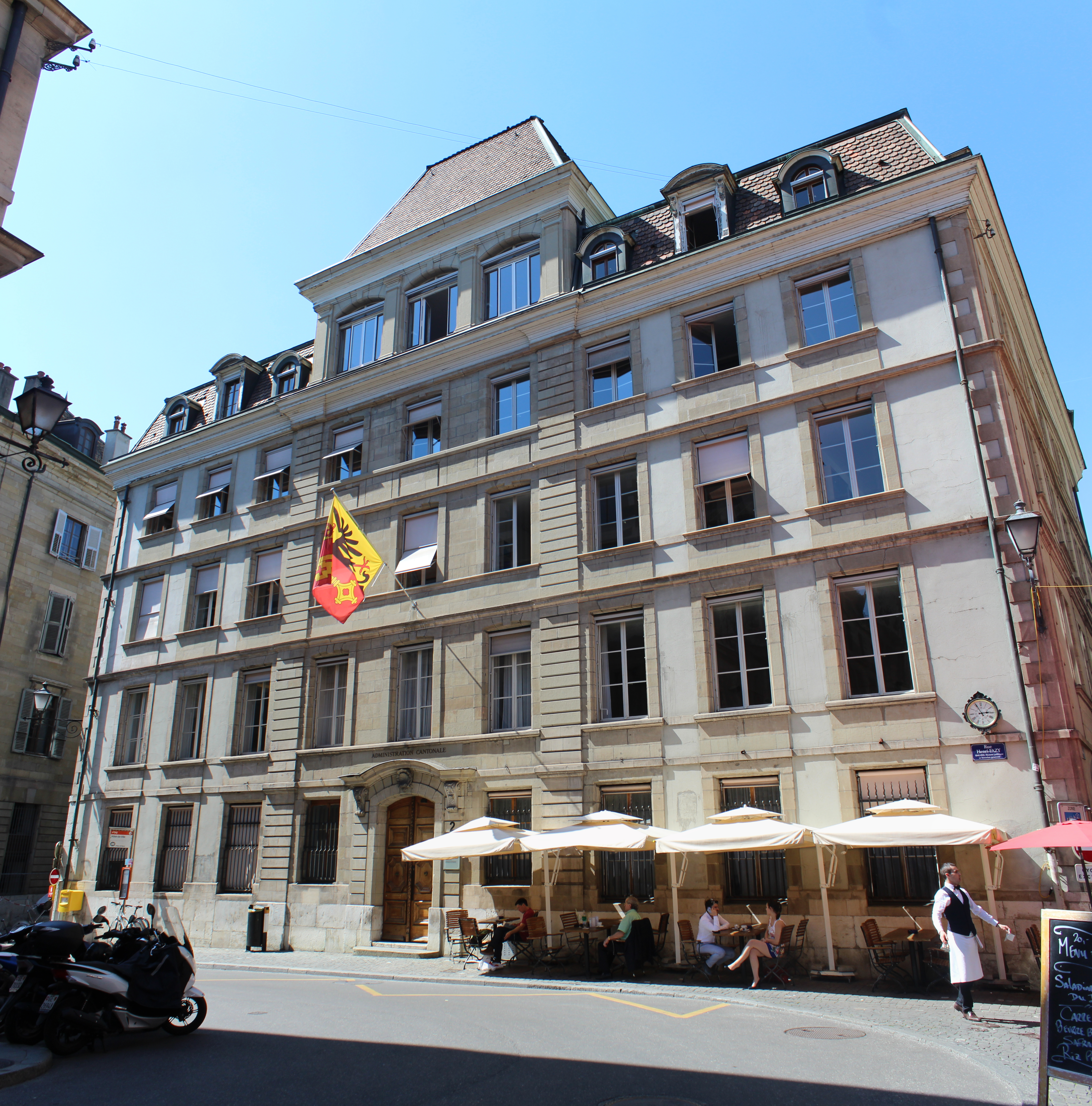
Edificio de la Administración Cantonal en Ginebra

### Poder Ejecutivo
Lo ejerce el Consejo de Estado, un colegio de siete miembros elegidos directamente y por separado por el electorado ginebrino por mayoría. Se trata siempre de una coalición.
Desde la Constitución de 2012, el presidente del Consejo de Estado es nombrado por éste para todo el mandato (5 años), rompiendo con la práctica de rotación anual entre sus miembros. El presidente se encarga de preparar las reuniones del Consejo de Estado y decide el orden de los trabajos, en colaboración con los demás miembros del Gobierno y el canciller. Convoca las reuniones extraordinarias. También tiene poderes provisionales, lo que significa que puede tomar decisiones excepcionales si la situación lo requiere, que luego son ratificadas formalmente por el Consejo de Estado. Este sistema de presidencia de toda la legislatura es poco común en otros gobiernos cantonales, sólo los cantones de Basilea-Ciudad y Vaud tienen el mismo sistema.
Tras el asunto Maudet, el 21 de noviembre de 2019 el Gran Consejo adoptó dos proyectos de ley para devolver la presidencia del gobierno cantonal a una rotación anual. Estos proyectos de ley, que afectan a la Constitución de Ginebra, deben someterse a votación popular. Los dos proyectos de ley fueron aprobados por el electorado en la votación del 27 de septiembre de 2020 y aplicados. La presidencia rotatoria se restableció oficialmente el 17 de octubre de 2020.

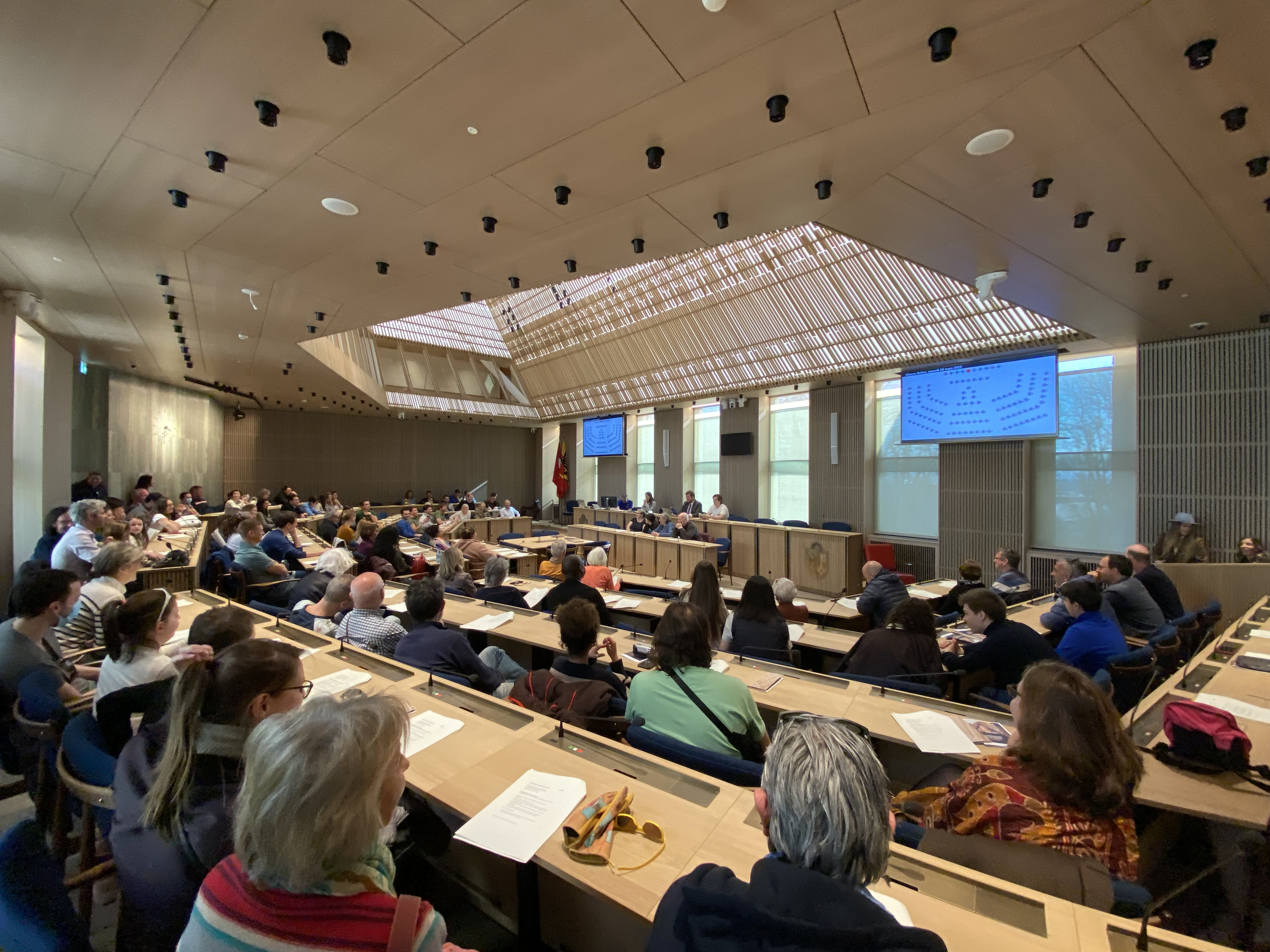
Sala del Gran Consejo del Cantón de Ginebra

### Poder Legislativo
El poder legislativo lo ejerce el Gran Consejo (Grand Conseil du canton de Genève). Está compuesto por 100 diputados elegidos directamente por el electorado mediante un sistema de representación proporcional con un quorum del 7%. Su mandato es de 5 años desde la entrada en vigor de la nueva Constitución en 2013. Antes era de 4 años (3 años hasta 1957) y es renovable indefinidamente. En varios partidos políticos, sin embargo, las normas internas limitan el número de mandatos sucesivos.
El Gran Consejo es responsable de aprobar leyes en todos los ámbitos de la jurisdicción cantonal y de aprobar el presupuesto y las cuentas del Estado. También ejerce la supervisión suprema de la administración del ejecutivo. Ginebra es uno de los pocos cantones en los que cada diputado tiene derecho a presentar iniciativas legislativas. Esto significa que cada diputado puede presentar un proyecto de ley completamente formulado a la legislatura.
El Gran Consejo está asistido por un sautier.

### Sistema Judicial
La organización de los tribunales se rige por la Ley Judicial de Ginebra de 2010. Los tribunales de primera instancia son el Tribunal civil y el Tribunal penal (Tribunal pénal), ambos divididos en varias secciones. El tribunal de segunda instancia en materia civil y penal es el Tribunal de Justicia (Cour de justice), dividido en varias secciones. También hay tribunales especializados, como el Tribunal de Menores (Tribunal des mineurs), el Tribunal de Protección de Menores (Tribunal de protection de l'adulte et de l'enfant) -cuyos jueces también actúan como Jueces de Paz (Juges de la paix)- y el Tribunal de Arbitraje Comercial (Juges prud'hommes). El anterior tribunal del jurado (Cour d'assises) quedó obsoleto en 2011 con la entrada en vigor del Código Procesal Penal suizo, que ya no prevé juicios basados en el principio de inmediación.

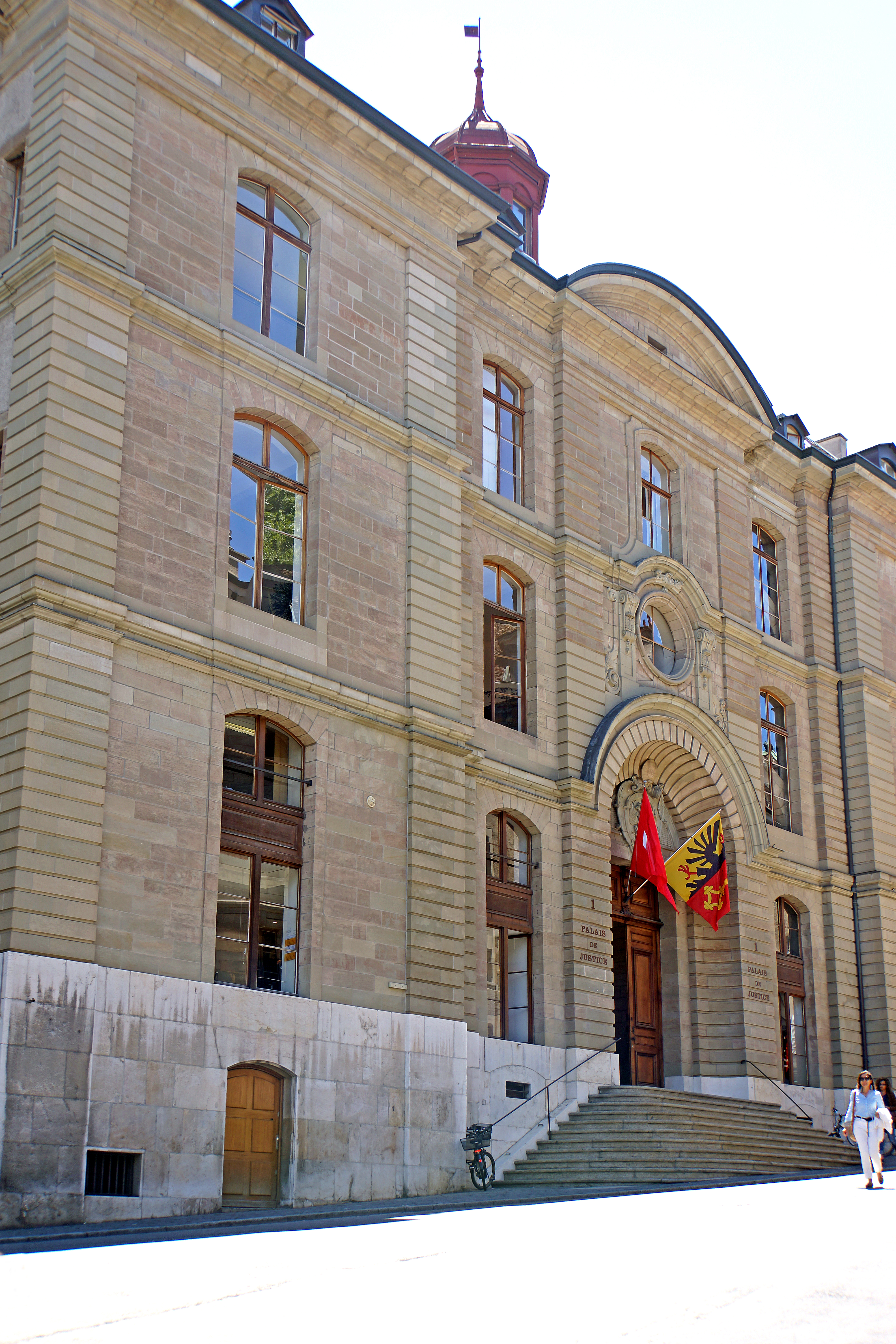
Palacio de Justicia en Ginebra

La jurisdicción constitucional es ejercida por el Tribunal Constitucional (Cour constitutionnelle), que revisa la conformidad de los decretos cantonales con leyes de rango superior a petición de los interesados, se ocupa de los litigios relativos al ejercicio de los derechos políticos cantonales y comunales y decide sobre los conflictos entre los poderes del Estado (autorités).
El Tribunal Administrativo de Primera Instancia (Tribunal administratif de première instance) y el Tribunal Administrativo de Justicia (Cour de droit public), que forma una división del Tribunal de Justicia, juzgan los litigios de derecho administrativo.
Desde 2005/2006, el cantón de Ginebra cuenta con un Tribunal de Cuentas (Cour des comptes), independiente de la administración y cuyos seis miembros controlan las finanzas públicas, según el modelo francés.
Los jueces de los tribunales ordinarios de Ginebra, así como los del Tribunal de Cuentas, son elegidos por el pueblo por mayoría de votos para un mandato de seis años. Los jueces de los tribunales especializados son elegidos por el Gran Consejo. La supervisión de los tribunales es responsabilidad del Consejo Superior de la Magistratura (Conseil supérieur de la magistrature), que consta de siete a nueve miembros y cuya composición y elección están determinadas por ley.

### Seguridad

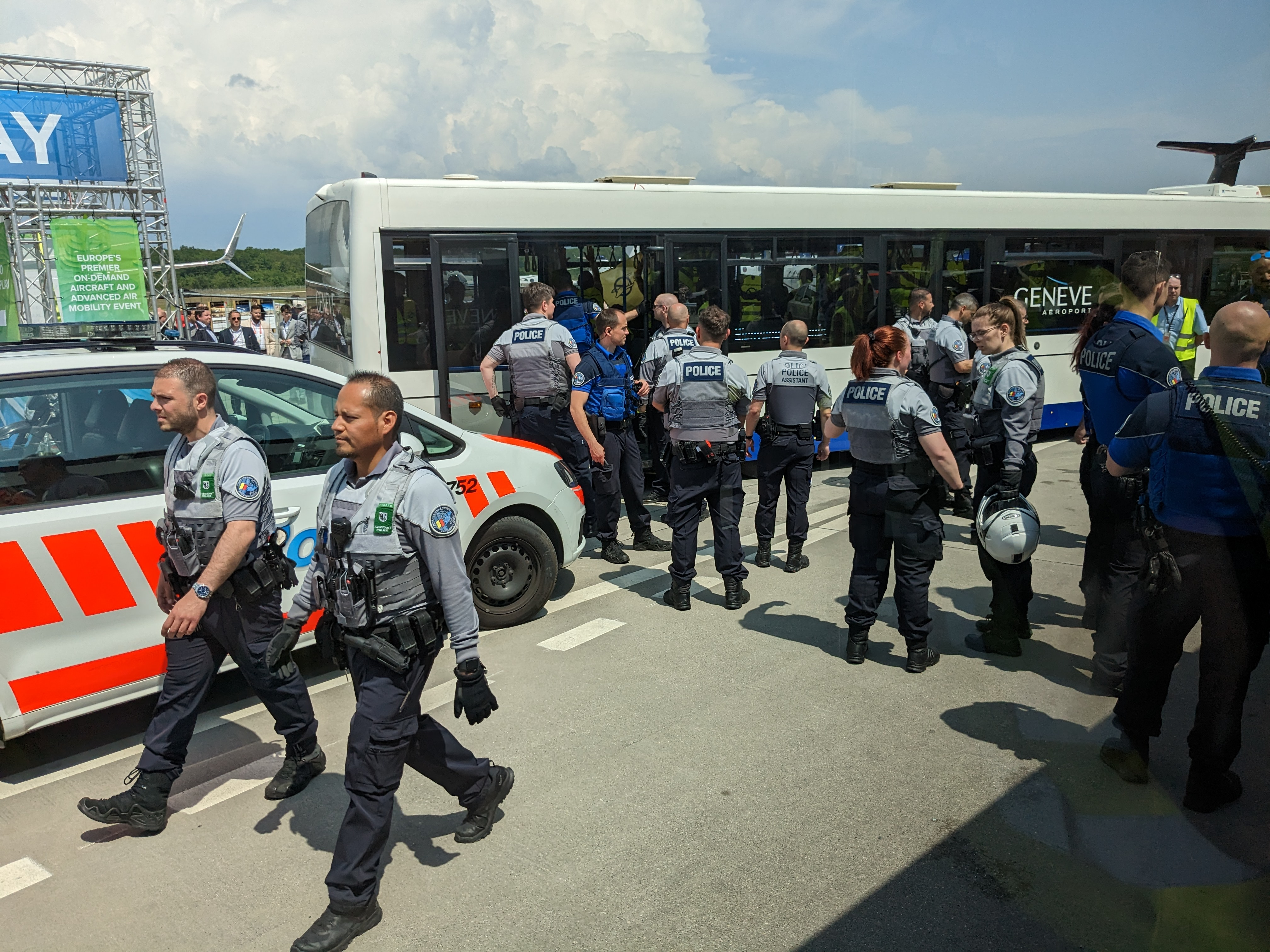
Policía Cantonal de Ginebra

Además de las distintas policías municipales gestionadas por algunos municipios (por ejemplo, la policía municipal de Ginebra, police municipale de Genève), el cantón de Ginebra cuenta con una policía cantonal. Además de los servicios administrativos y logísticos, el cuerpo de policía comprende la policía de salvamento, la policía internacional, la policía de proximidad, la policía de tráfico y la policía judicial. Existen unidades especializadas, como el Grupo de Intervención, para hacer frente a amenazas específicas. La unidad de desminado (EOD) se gestiona conjuntamente con el cantón de Vaud.
El cantón de Ginebra alberga y gestiona siete centros penitenciarios en su territorio:
- prisión de Champ-Dollon (Puplinge): detención preventiva y ejecución de penas.[61]
- Centro penitenciario de La Brenaz (Puplinge): ejecución de penas.[62]
- Establecimiento cerrado de Curabilis (Puplinge): ejecución de tratamientos terapéuticos institucionales[63]
- Centro abierto con sección cerrada de Villars (Ginebra): ejecución de penas[64]
- Centro abierto de Le Vallon (Vandœuvres): cumplimiento de penas - trabajo externo.[65]
- Centro de internamiento educativo y de observación de La Clairière (Vernier): menores.[66]
- Centro de detención administrativa de Favra (Puplinge): detención administrativa.[67]

## Economía
A pesar de su tamaño relativamente pequeño en comparación con otros cantones suizos, el cantón de Ginebra genera el cuarto mayor PIB del país (50.000 millones de francos suizos), por detrás de los cantones de Zúrich (143.000 millones de francos suizos), Berna (78.000 millones de francos suizos) y Vaud (54.000 millones de francos suizos), y disfruta del tercer mayor PIB per cápita del país, por detrás de Basilea-Ciudad y Zug.

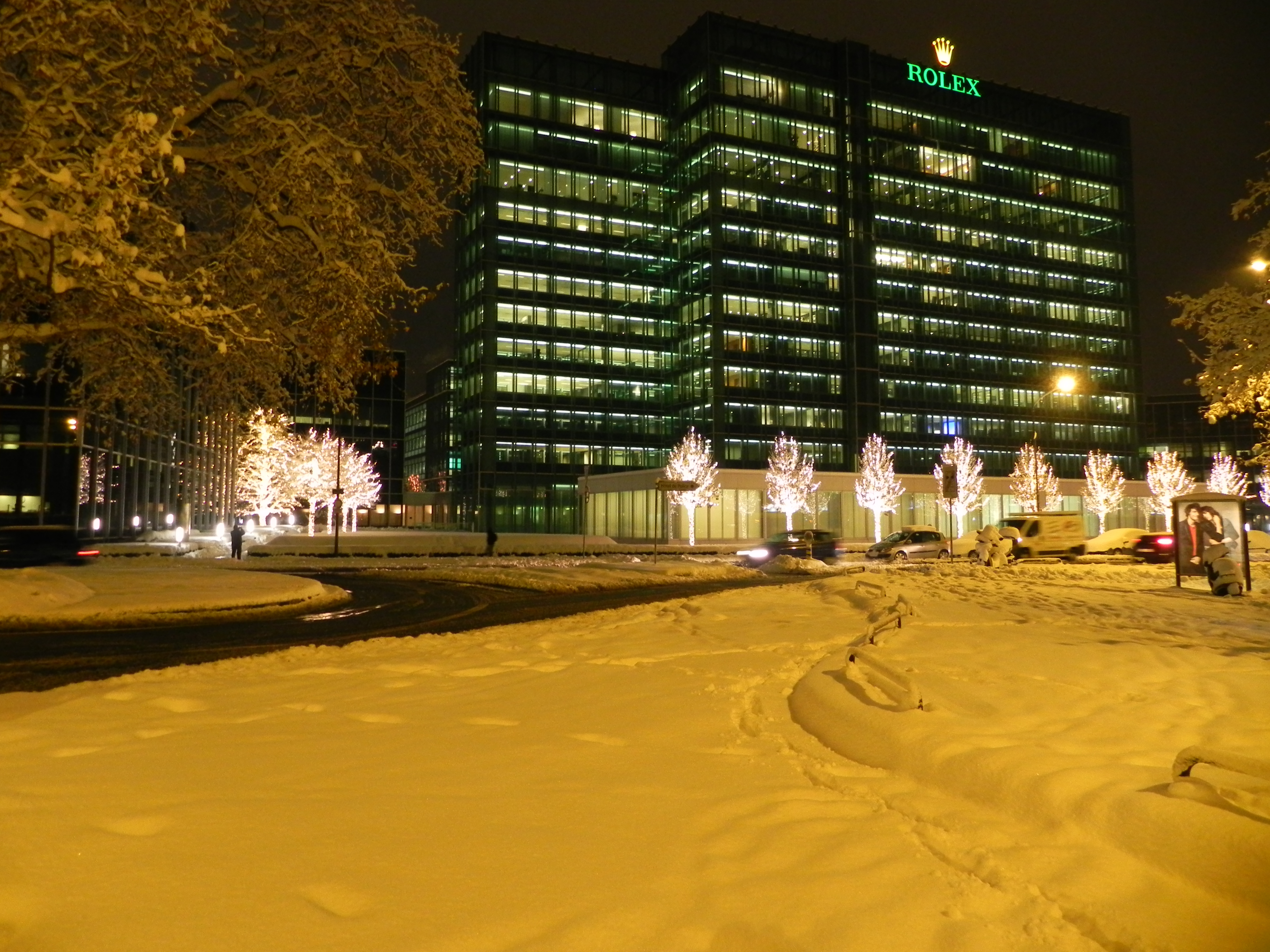
Edificio de Rolex en Ginebra

La economía de Ginebra se basa principalmente en los servicios. El cantón se sitúa sistemáticamente entre los centros financieros mundiales más fuertes. El sector financiero está dominado por tres sectores principales: el comercio de materias primas, las finanzas comerciales y la gestión de patrimonios.
Alrededor de un tercio del petróleo, el azúcar, los cereales y las semillas oleaginosas de libre comercio del mundo se comercializa en Ginebra. Aproximadamente el 22% del algodón mundial se comercia en la región del lago Lemán. Otras materias primas importantes que se comercian en el cantón son el acero, la electricidad o el café. Grandes empresas comerciales tienen su sede regional o mundial en el cantón, como Trafigura, Cargill, Vitol, Gunvor, BNP Paribas o Mercuria Energy Group, además de ser sede de la mayor naviera del mundo, Mediterranean Shipping Company. El comercio de materias primas se apoya en un fuerte sector de financiación del comercio, con grandes bancos como BCGE, Banque de Commerce et de Placements, BCV, Crédit Agricole, ING, Société Générale, BIC-BRED, Bank of China y UBS, que tienen su sede en la región para este negocio.

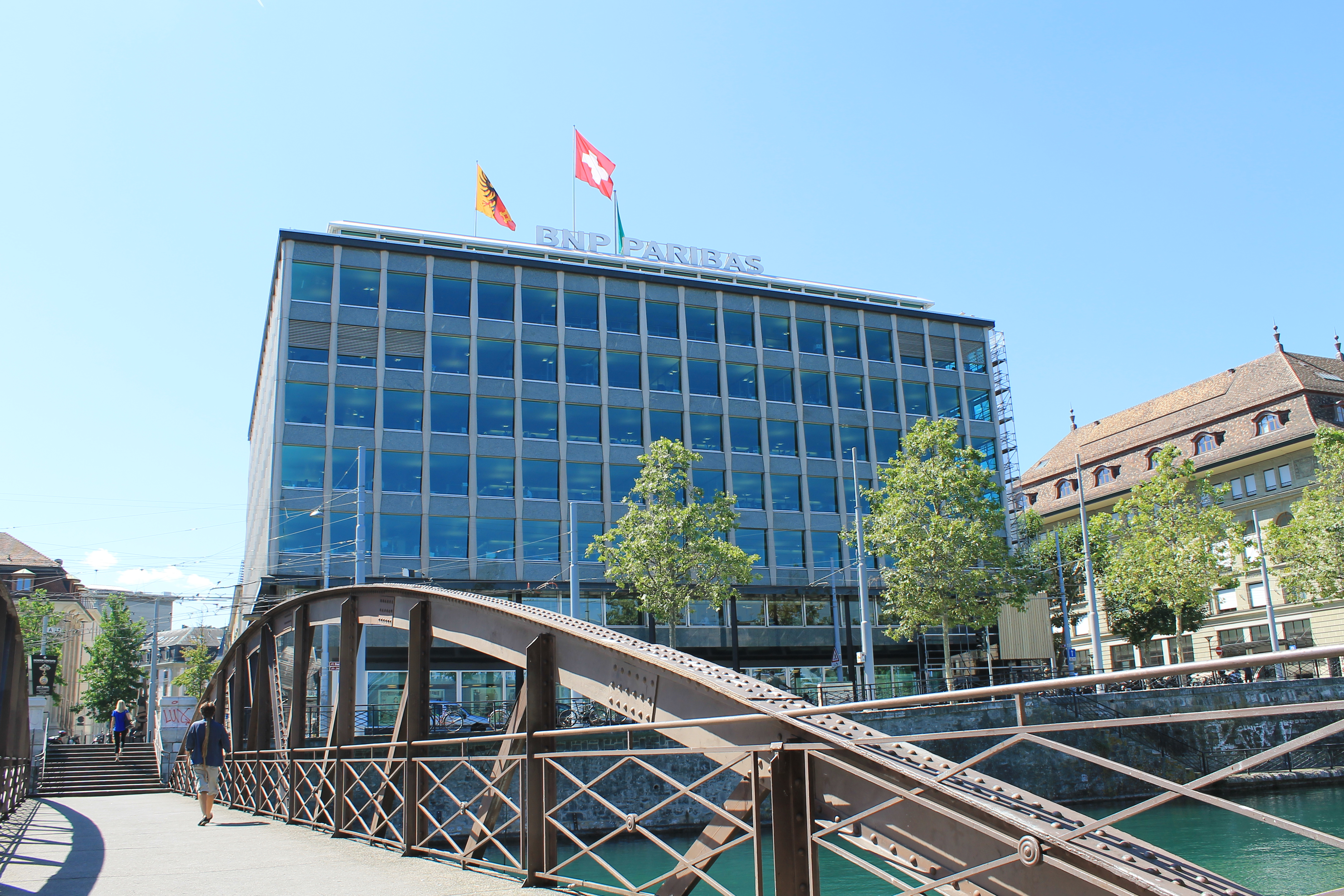
El Banco BNP Paribas en Ginebra

La gestión de patrimonios está dominada por bancos que no cotizan en bolsa, en particular Pictet, Lombard Odier, Union Bancaire Privée, Edmond de Rothschild Group, Mirabaud Group, Dukascopy Bank, Bordier & Cie, Banque SYZ, o REYL & Cie. Además, el cantón alberga la mayor concentración de bancos de propiedad extranjera de Suiza, como HSBC Private Bank, JPMorgan Chase, Bank of China, Barclays o Arab Bank.
Detrás del sector financiero, el siguiente sector económico más importante es el de la relojería, dominado por las firmas de lujo Rolex, Richemont, Patek Philippe y otras, cuyas fábricas se concentran sobre todo en los municipios de Plan-les-Ouates y Meyrin.
Las finanzas comerciales, la gestión de patrimonios y la relojería aportan aproximadamente dos tercios del impuesto de sociedades pagado en el cantón.

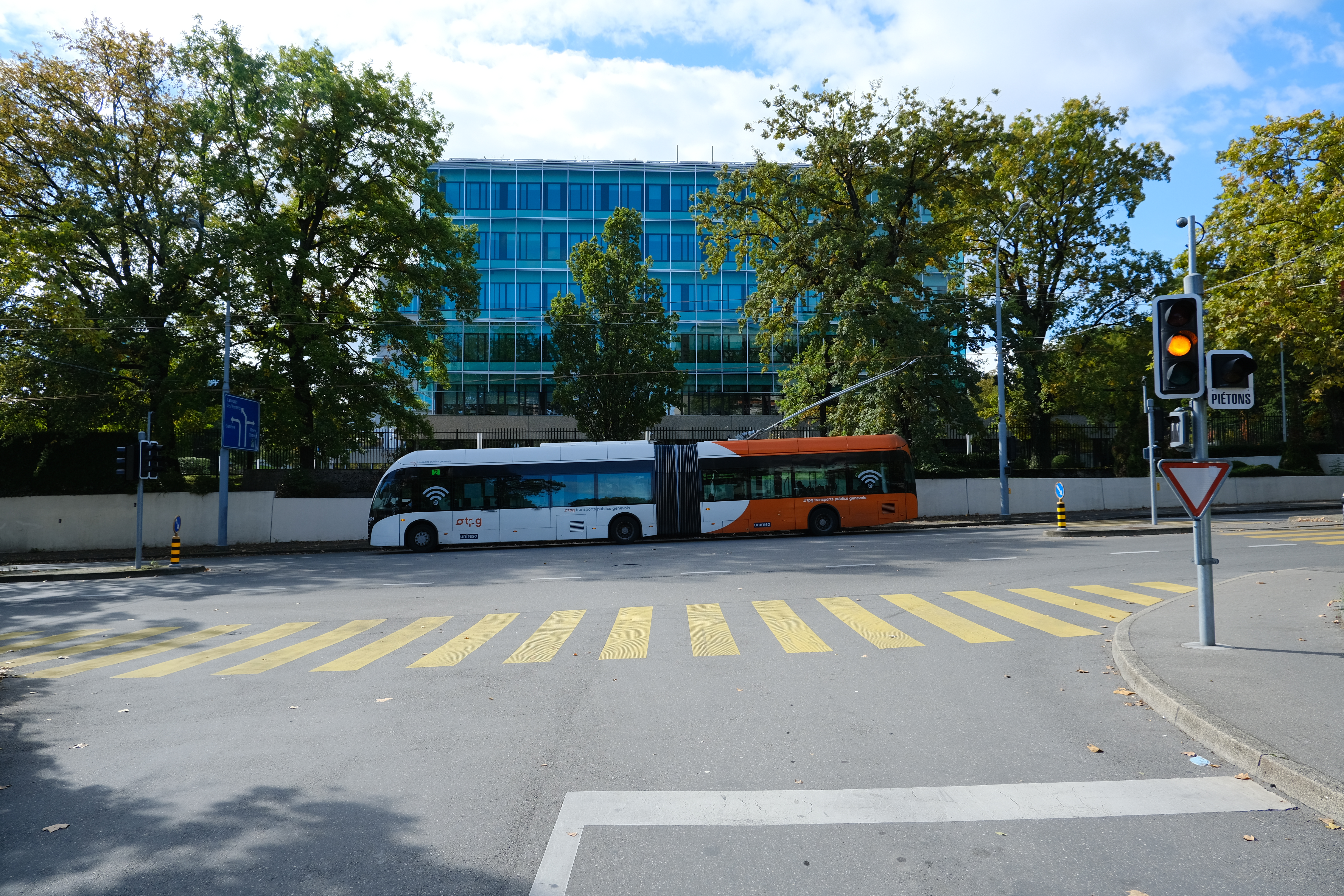
Oficinas de Procter & Gamble en Ginebra

Otras grandes multinacionales también tienen su sede en el cantón, como Firmenich (en Satigny) y Givaudan (en Vernier), los dos mayores fabricantes mundiales de aromas, fragancias e ingredientes cosméticos activos; SGS, la mayor empresa mundial de servicios de inspección, verificación, pruebas y certificación; Alcon (en Vernier), una empresa especializada en productos oftalmológicos; Temenos, un gran proveedor de software bancario; o las sedes locales de Procter & Gamble, Japan Tobacco International o L'Oréal.
Aunque no contribuyen directamente a la economía local, el cantón de Ginebra también alberga la mayor concentración mundial de organizaciones internacionales y agencias de la ONU, como la Cruz Roja, la Organización Mundial de la Salud, la Organización Mundial del Comercio, la Unión Internacional de Telecomunicaciones, la Organización Mundial de la Propiedad Intelectual, la Organización Meteorológica Mundial y la Organización Internacional del Trabajo, así como la sede europea de las Naciones Unidas.
Su mentalidad internacional, su aeropuerto bien comunicado y su centralidad en el continente hacen también de Ginebra un buen destino para congresos y ferias comerciales, de las cuales las dos más importantes son el Salón del Automóvil de Ginebra y Watches & Wonders, ambas celebradas en Palexpo.

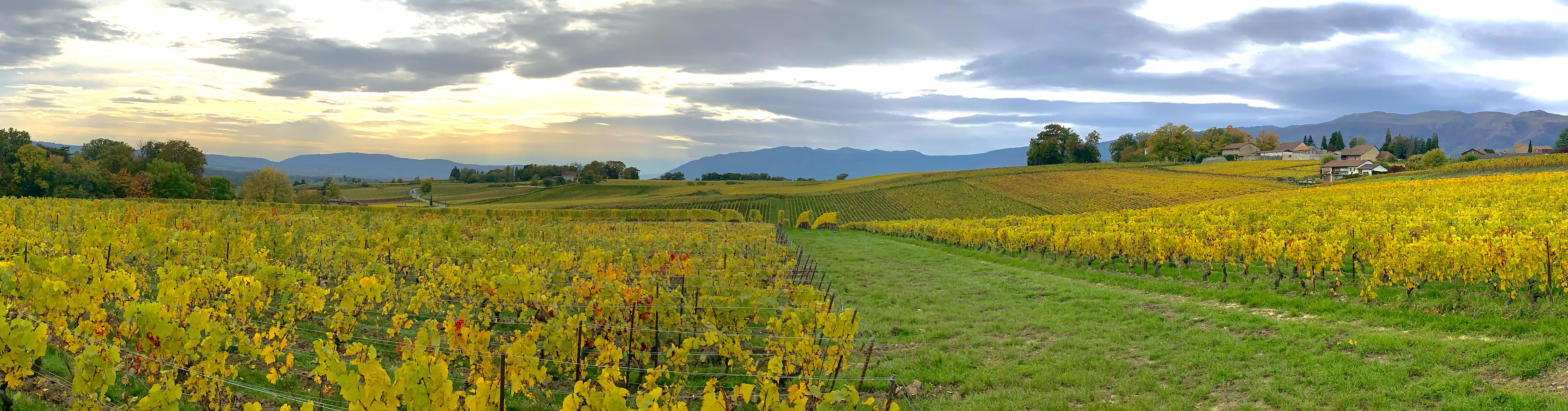
Viñedos de Ginebra

La agricultura es habitual en el interior de Ginebra, sobre todo el trigo y el vino. A pesar de su tamaño relativamente pequeño, el cantón produce alrededor del 10% del vino suizo y tiene la mayor densidad de viñedos del país. Las cepas más cultivadas en Ginebra son gamay, chasselas, pinot noir, gamaret y chardonnay.
El elevado coste de la vida en Ginebra preocupa tanto a los residentes como a las empresas. Los precios de la vivienda, en particular, están entre los más altos del mundo, lo que puede tensar los presupuestos familiares y disuadir a posibles recién llegados.

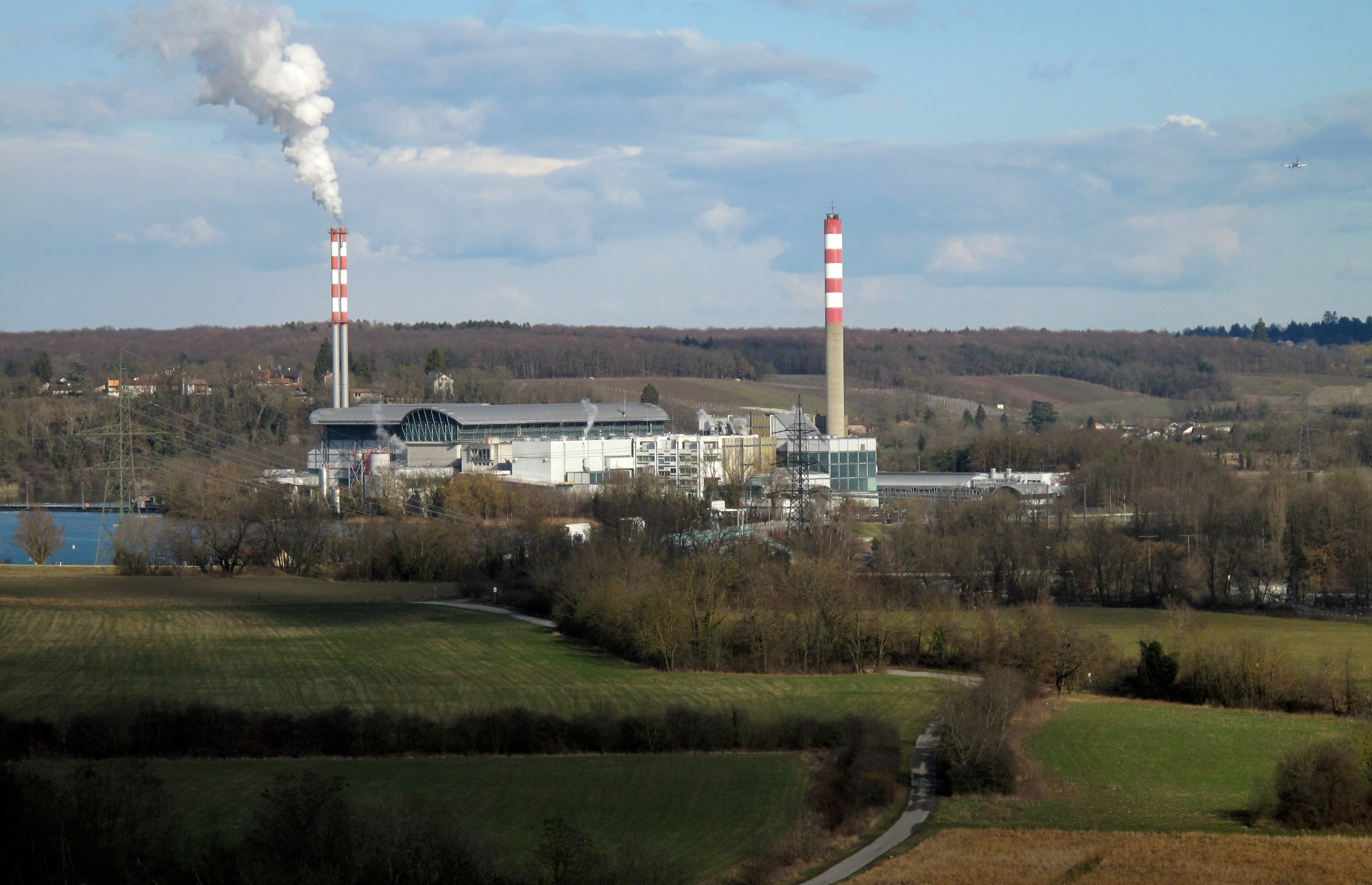
Planta incineradora en Ginebra

La disparidad entre los trabajadores con altos ingresos del sector financiero y los de sectores menos lucrativos puede generar desigualdad económica. Abordar este problema es crucial para mantener la cohesión social en una ciudad conocida por su carácter integrador.
A medida que la atención mundial se centra cada vez más en la sostenibilidad, Ginebra se enfrenta al reto de orientar su economía hacia prácticas más ecológicas. Las iniciativas encaminadas a promover el desarrollo sostenible son cada vez más pertinentes y brindan a las empresas oportunidades para innovar.
De cara al futuro, la economía del cantón de Ginebra está preparada para seguir creciendo, impulsada por sus ventajas competitivas en finanzas, innovación y diplomacia internacional. El cantón se está centrando en la transformación digital y la sostenibilidad, con el objetivo de atraer nuevas industrias al tiempo que mejora los sectores existentes.
Las iniciativas para fomentar la innovación empresarial, especialmente en tecnología y biotecnología, allanarán probablemente el camino hacia una economía más diversificada. Las inversiones en infraestructuras y educación también desempeñarán un papel crucial para garantizar que Ginebra siga siendo un centro de talento y creatividad.
Ginebra pone un gran énfasis en la promoción de la bicicleta y los desplazamientos a pie, lo que se refleja en las infraestructuras desarrolladas para estos modos de transporte. La ciudad ha realizado importantes inversiones en infraestructuras para el ciclismo, con carriles exclusivos para bicicletas y vías ciclistas que garantizan rutas más seguras y accesibles para los ciclistas. Programas como «Genève à Vélo» fomentan el uso de la bicicleta como alternativa sostenible al automóvil.
Las áreas centrales de Ginebra han sido designadas zonas peatonales, creando entornos seguros y sin coches que promueven los desplazamientos a pie. Estas zonas no sólo mejoran la experiencia urbana, sino que también fomentan las interacciones sociales y las actividades dentro de la ciudad.
Aunque el transporte público está muy favorecido, los vehículos privados siguen desempeñando un papel importante en el panorama del transporte del Cantón de Ginebra. Con una red de carreteras en buen estado, conducir sigue siendo una opción cómoda, aunque el gobierno fomenta el uso del transporte público para minimizar la congestión del tráfico y el impacto medioambiental.

## Transporte
Ginebra está conectada con el resto de Suiza mediante trenes de los Ferrocarriles Federales Suizos, con líneas principales hacia Brig en el cantón de Valais vía Lausana, hacia San Gall vía Lausana, Friburgo, Berna y Zúrich o alternativamente vía Neuchâtel en el Ferrocarril a Pie del Jura, y hacia Lucerna.

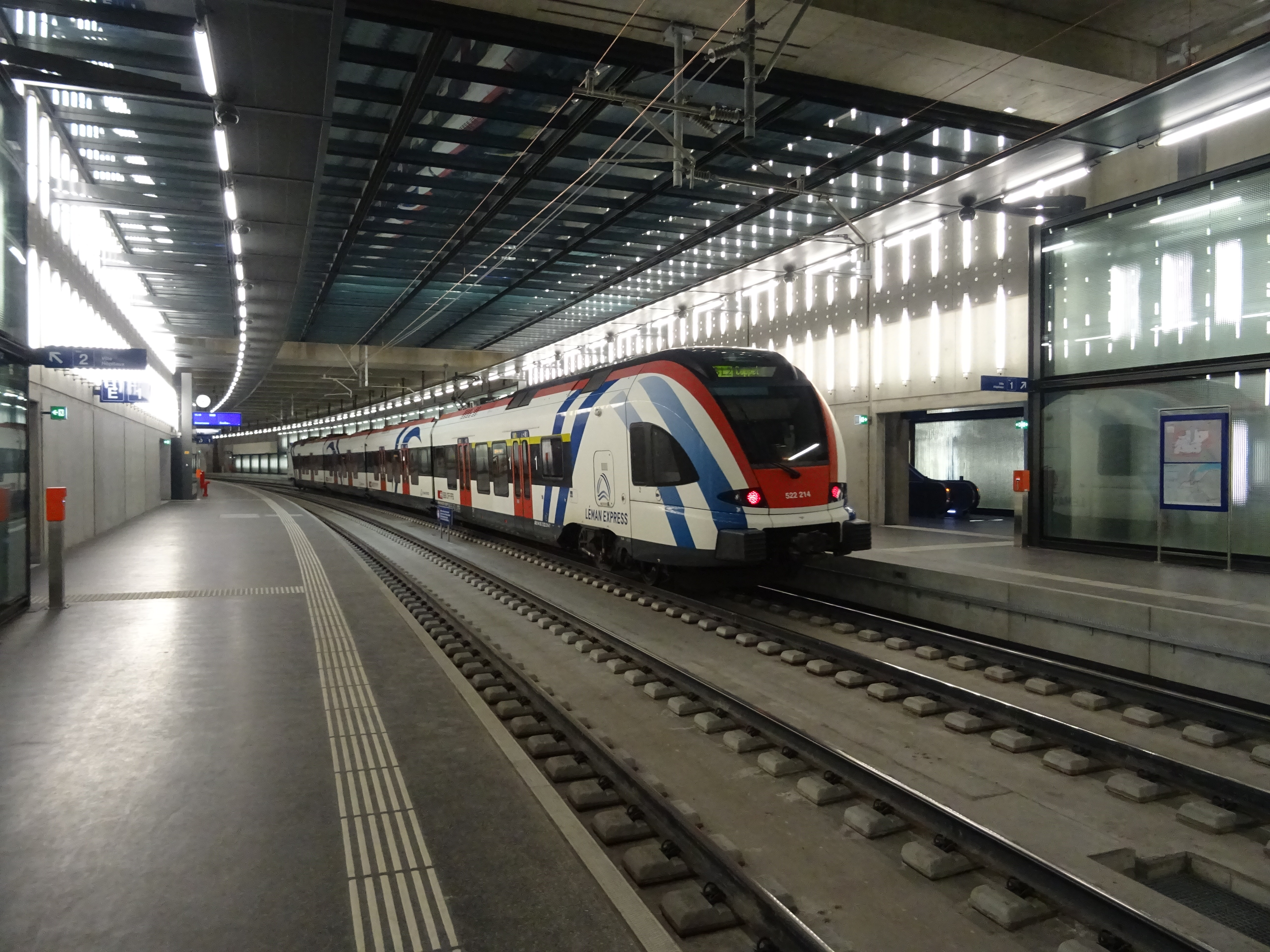
Plataforma en la estación de Genève-Champel

Desde 1984, los trenes franceses de alta velocidad (TGV) llegan a Ginebra, con servicios que conectan con París y llegan hasta Marsella, operados por TGV Lyria, una empresa conjunta propiedad de la SNCF y los Ferrocarriles Federales Suizos. La SNCF también opera servicios de trenes regionales a Lyon.
El transporte público de Ginebra corre a cargo de Transports Publics Genevois, que transporta una media total de 200 millones de pasajeros al año en su amplia red de tranvías, trolebuses, autobuses y barcos, y de Lemanis, que explota la red ferroviaria de cercanías, el Léman Express. Todos los operadores de la región operan bajo Unireso, por lo que cualquier billete es válido en toda la red dentro del cantón, así como en Francia.
Tras la inauguración del enlace ferroviario que faltaba entre Ginebra y la ciudad fronteriza francesa de Annemasse y la creación del Léman Express en 2019, se rediseñaron muchas rutas secundarias de autobús como alimentadoras de las nuevas estaciones de tren. Poco después de la inauguración de la red ferroviaria y antes de la crisis del COVID-19 en 2020, esta había cumplido todas sus expectativas en cuanto a número de pasajeros, con 25.000 usuarios diarios. Varios municipios del cantón, especialmente los del Mandement (Satigny, Russin, Dardagny), y los de la orilla derecha del lago (de Chambésy a Versoix) dependen en gran medida del ferrocarril para sus desplazamientos.
La red de tranvías es también un importante elemento de cohesión del cantón, ya que une la ciudad de Ginebra con su de

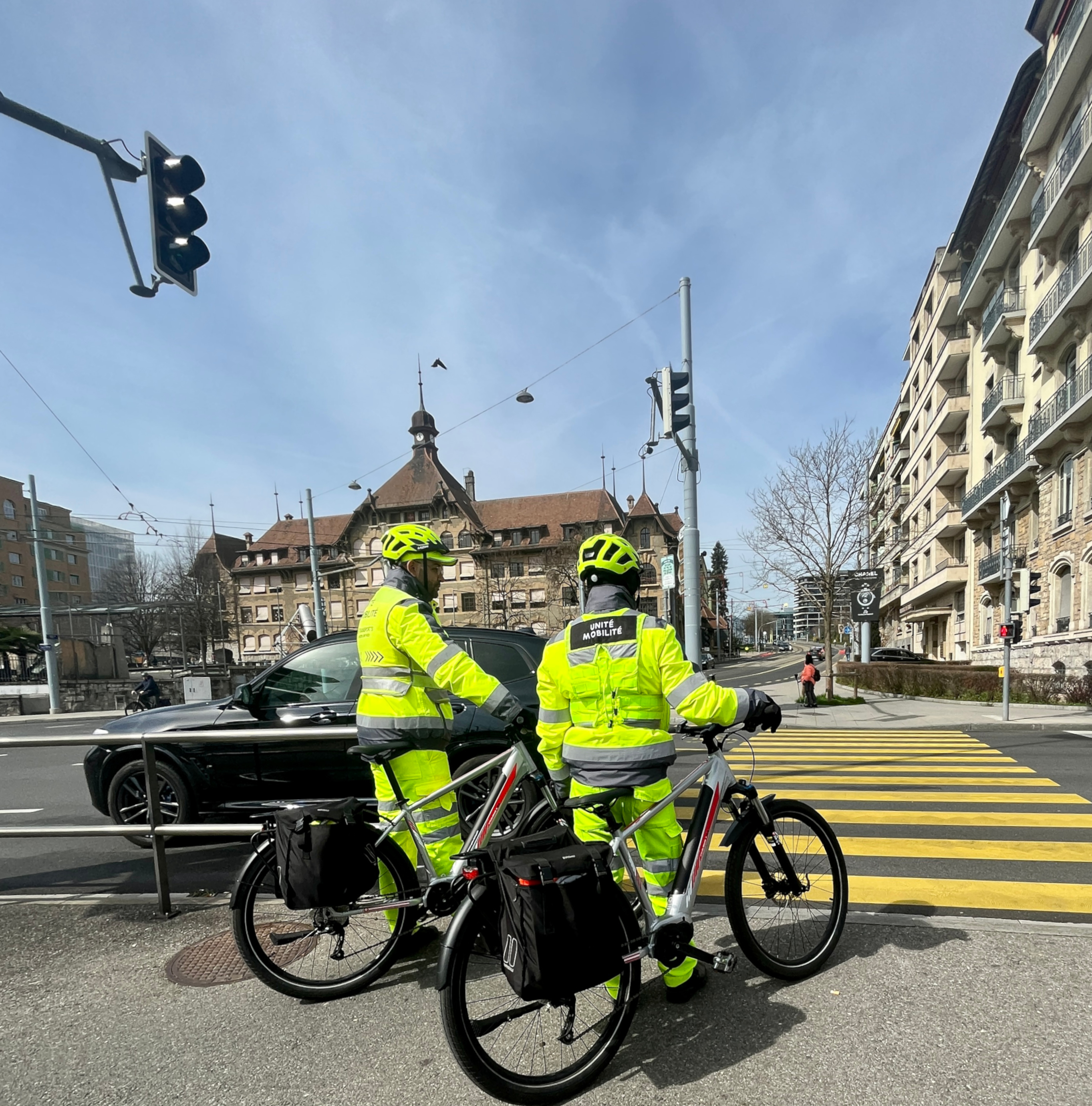
Unidad de Movilidad de la Ciudad de Ginebra

nso entorno urbano formado por grandes municipios como Lancy, Meyrin, Vernier, Onex o Bernex. Están previstas varias ampliaciones de la red en un futuro próximo, incluida una prolongación hacia la ciudad francesa de Saint-Julien-en-Genevois a través de Plan-les-Ouates, y hacia Grand Saconnex, cerca del aeropuerto.
En 1964, se construyó la primera autopista suiza, la A1, entre Ginebra y Lausana, como parte de las inversiones realizadas para la exposición nacional suiza de 1964, y más tarde se amplió hasta la frontera con Austria. El cantón también está conectado a la red de autopistas francesa con la autopista A40, que ofrece un acceso rápido al túnel del Mont Blanc.
Ginebra hace hincapié en la promoción de la bicicleta y los desplazamientos a pie, lo que se refleja en las infraestructuras creadas para estos medios de transporte. La ciudad ha realizado importantes inversiones en infraestructura ciclista, con carriles bici y carriles bici específicos que garantizan rutas más seguras y accesibles para los ciclistas. Programas como «Genève à Vélo» fomentan el uso de la bicicleta como alternativa sostenible al automóvil.
Las áreas centrales de Ginebra han sido designadas zonas peatonales, creando entornos seguros y sin coches que promueven los desplazamientos a pie. Estas zonas no sólo mejoran la experiencia urbana, sino que también fomentan las interacciones sociales y las actividades dentro de la ciudad.

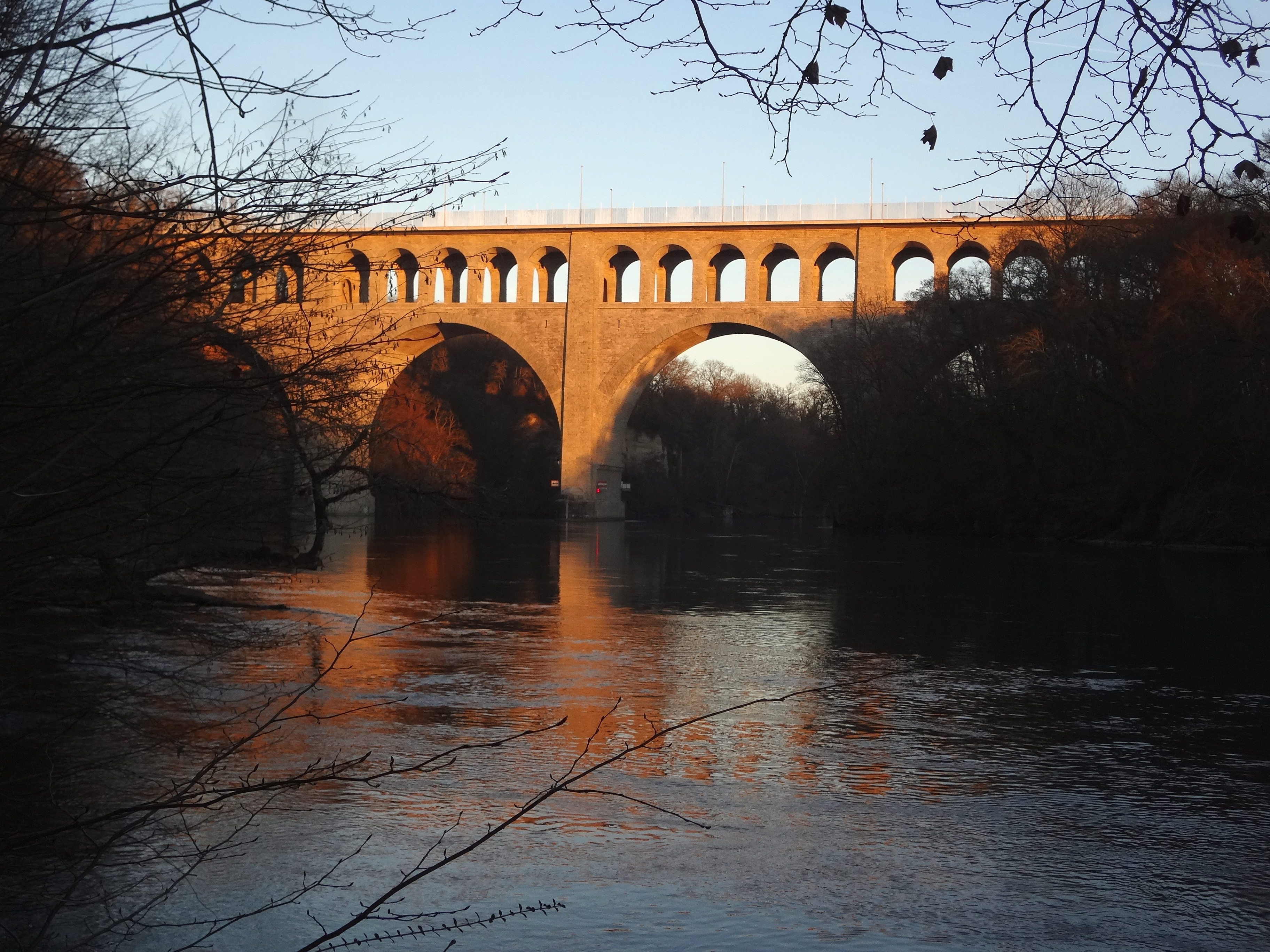
Puente Butin en Ginebra

Aunque el transporte público está muy favorecido, los vehículos privados siguen desempeñando un papel importante en el paisaje de transporte del Cantón de Ginebra. Con una red de carreteras en buen estado, conducir sigue siendo una opción cómoda, aunque el gobierno fomenta el uso del transporte público para minimizar la congestión del tráfico y el impacto medioambiental.
Para gestionar la afluencia de vehículos, el cantón ha creado varios estacionamientos, incluidos garajes públicos. Sin embargo, las últimas políticas se han dirigido a restringir la disponibilidad de aparcamiento en determinadas zonas para desincentivar el uso del vehículo en favor de modos de transporte más sostenibles.
Para combatir la congestión, sobre todo en las horas punta, Ginebra ha puesto en marcha varias estrategias de gestión del tráfico, como la optimización de las señales de tráfico y la promoción de los servicios de Auto compartido y viajes compartidos.

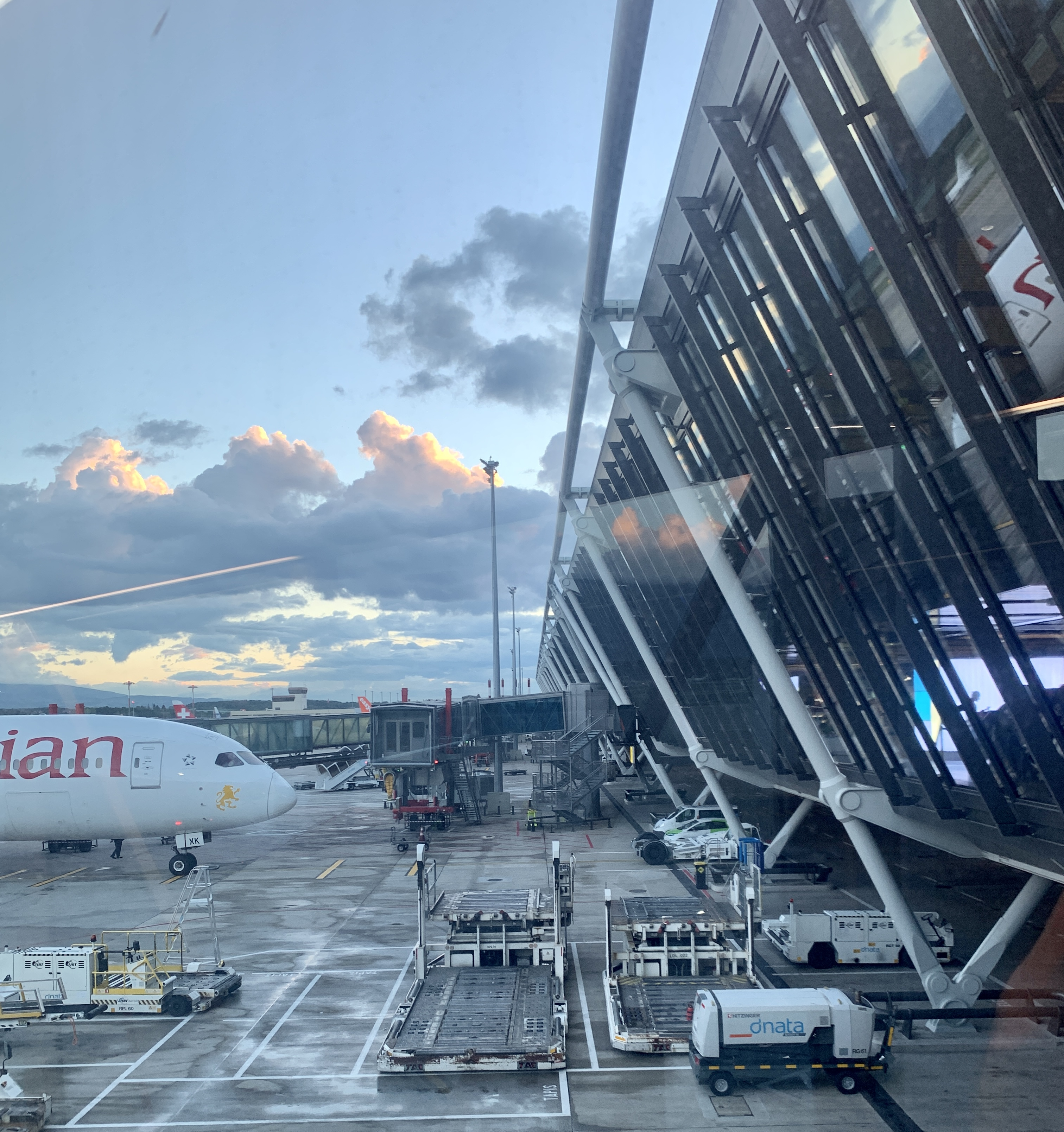
Terminal 1 del Aeropuerto Internacional de Ginebra

Las políticas de transporte de Ginebra están estrechamente alineadas con los objetivos de sostenibilidad. El cantón se ha comprometido a reducir las emisiones de gases de efecto invernadero y a promover opciones de transporte más limpias.
El cantón fomenta el uso de vehículos eléctricos mediante incentivos, como la instalación de estaciones de carga en los aparcamientos públicos. Las iniciativas en curso se centran en la creación de un sistema de transporte equilibrado que reduzca la dependencia del automóvil privado y mejore al mismo tiempo el transporte público, la bicicleta y la accesibilidad peatonal.
De cara al futuro, el Cantón de Ginebra se dedica a seguir mejorando sus infraestructuras y servicios de transporte. Los planes incluyen la ampliación de la red de tranvías, la mejora de la integración entre los diferentes modos de transporte y la aplicación de soluciones de transporte inteligentes, como aplicaciones de seguimiento en tiempo real para el transporte público.

## Demografía

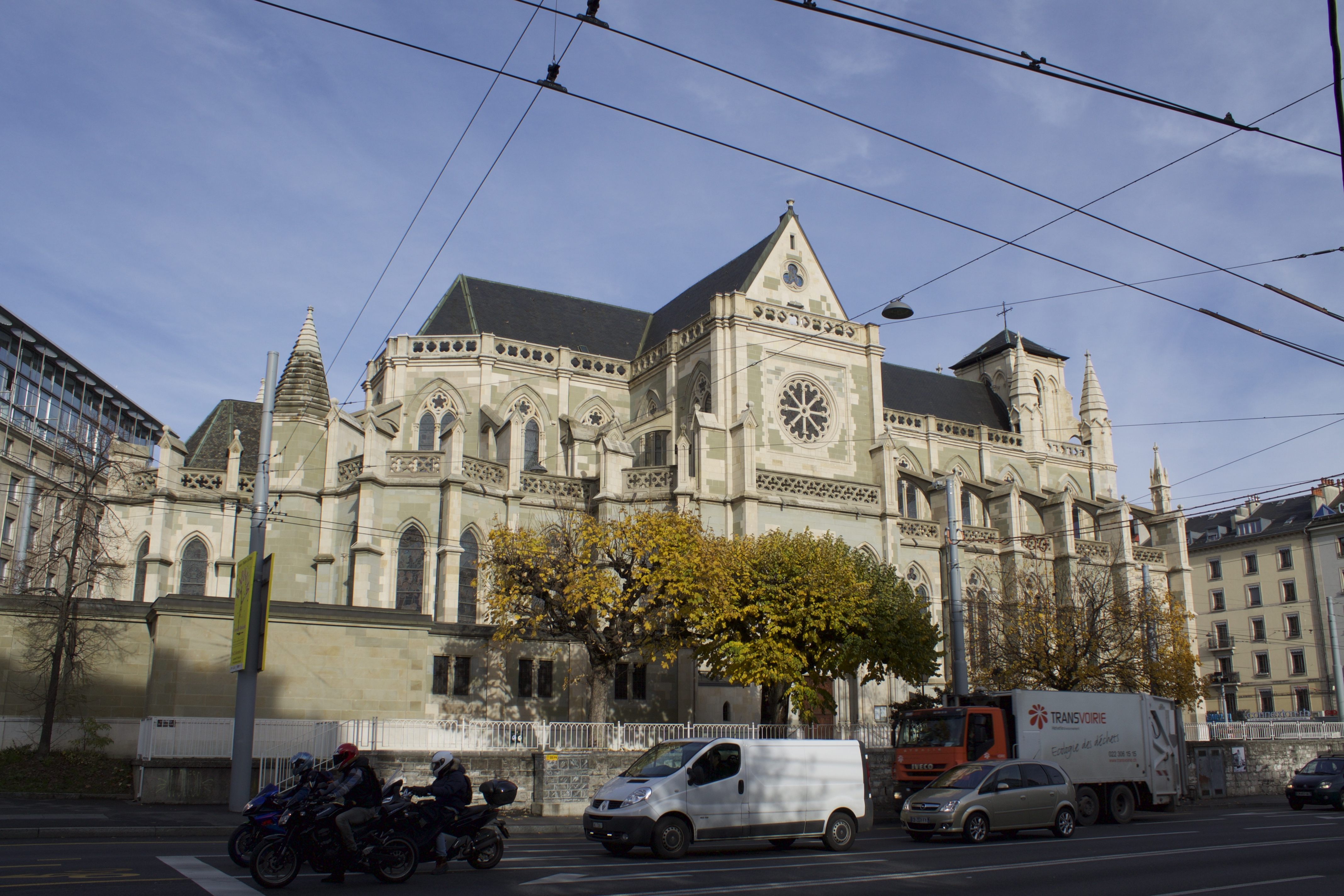
Basílica católica de Notre-Dame (o de Nuestra Señora) en Ginebra

### Religión
Aunque históricamente fue de mayoría reformada, y el cantón fue establecido por Juan Calvino como refugio protestante, según el censo en 2014 las personas que declaraban no tener religión alcanzaron un 37 %, mientras que la Iglesia católica se mantuvo como la confesión religiosa más seguida con casi un 36 % de la población, los protestantes mantuvieron alrededor del 10 %:
| Religión                | Porcentaje |
| ----------------------- | ---------- |
| Sin religión            | 37,16 %    |
| Cristianos católicos    | 35,98 %    |
| Cristianos protestantes | 9,93 %     |
| Otros cristianos        | 5,48 %     |
| Musulmanes              | 5,90 %     |
| Judíos                  | 1,02 %     |

El catolicismo en Ginebra se remonta a la era cristiana primitiva, con el establecimiento de las primeras iglesias y comunidades durante el Imperio Romano. Sin embargo, la Reforma protestante de principios del siglo XVI marcó una transformación fundamental en el panorama religioso de Ginebra. En 1536, Juan Calvino lideró un movimiento reformista que estableció firmemente el protestantismo en la ciudad, convirtiendo a Ginebra en un bastión del calvinismo.

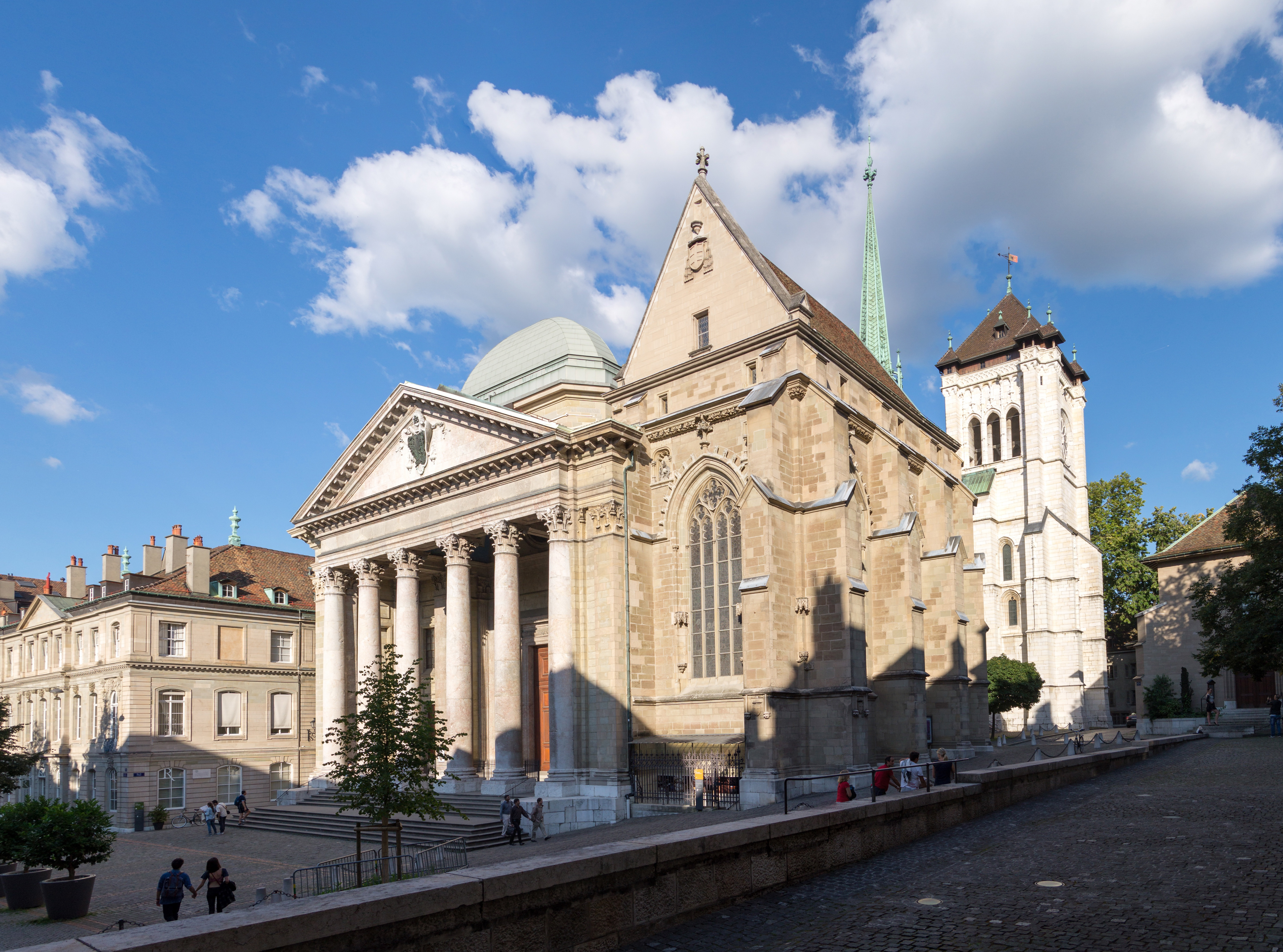
Catedral de San Pedro de Ginebra, afiliada a la Iglesia protestante de Ginebra

Como consecuencia, la población católica disminuyó considerablemente durante este periodo. A pesar de los desafíos, la comunidad católica persistió, aunque como minoría. La Contrarreforma, que trató de reavivar y fortalecer el catolicismo en toda Europa, también tuvo un impacto considerable en Ginebra, lo que llevó al restablecimiento de parroquias y actividades católicas mientras la Iglesia Católica se esforzaba por recuperar el terreno perdido.
Durante los siglos XIX y XX, la población católica del cantón aumentó drásticamente, en gran parte debido a la ampliación de la frontera en 1815 hacia zonas católicas y a la inmigración procedente de países europeos católicos; su comunidad ascendía a 220.139 personas, es decir, el 44,5 %, en 2017.
Hoy en día, el catolicismo en el cantón de Ginebra sigue siendo parte integrante del tejido social y cultural de la región. La archidiócesis de Ginebra, que también abarca las diócesis vecinas de Annecy y Lausana, es el corazón espiritual de los católicos de la zona.
Ginebra alberga varias parroquias católicas que atienden a su diversa población, incluida la de diversos orígenes culturales, como las comunidades italiana, española y portuguesa, lo que refleja el carácter internacional de la ciudad. Las parroquias desempeñan un papel destacado en la orientación espiritual, la educación religiosa y el apoyo a la comunidad.
Según una encuesta nacional sobre religión realizada por la Oficina Federal de Estadística (OFE) en 2014, el 43% de los habitantes del cantón de Ginebra se describen como católicos, el 10% como reformados y el 27% como aconfesionales. El 20% restante son en su mayoría seguidores de otras confesiones cristianas (incluidos los evangélicos) y musulmanes. El 44% de la población cree en la vida después de la muerte, el 30% no cree en ella y otro 26% está indeciso o no sabe la respuesta.

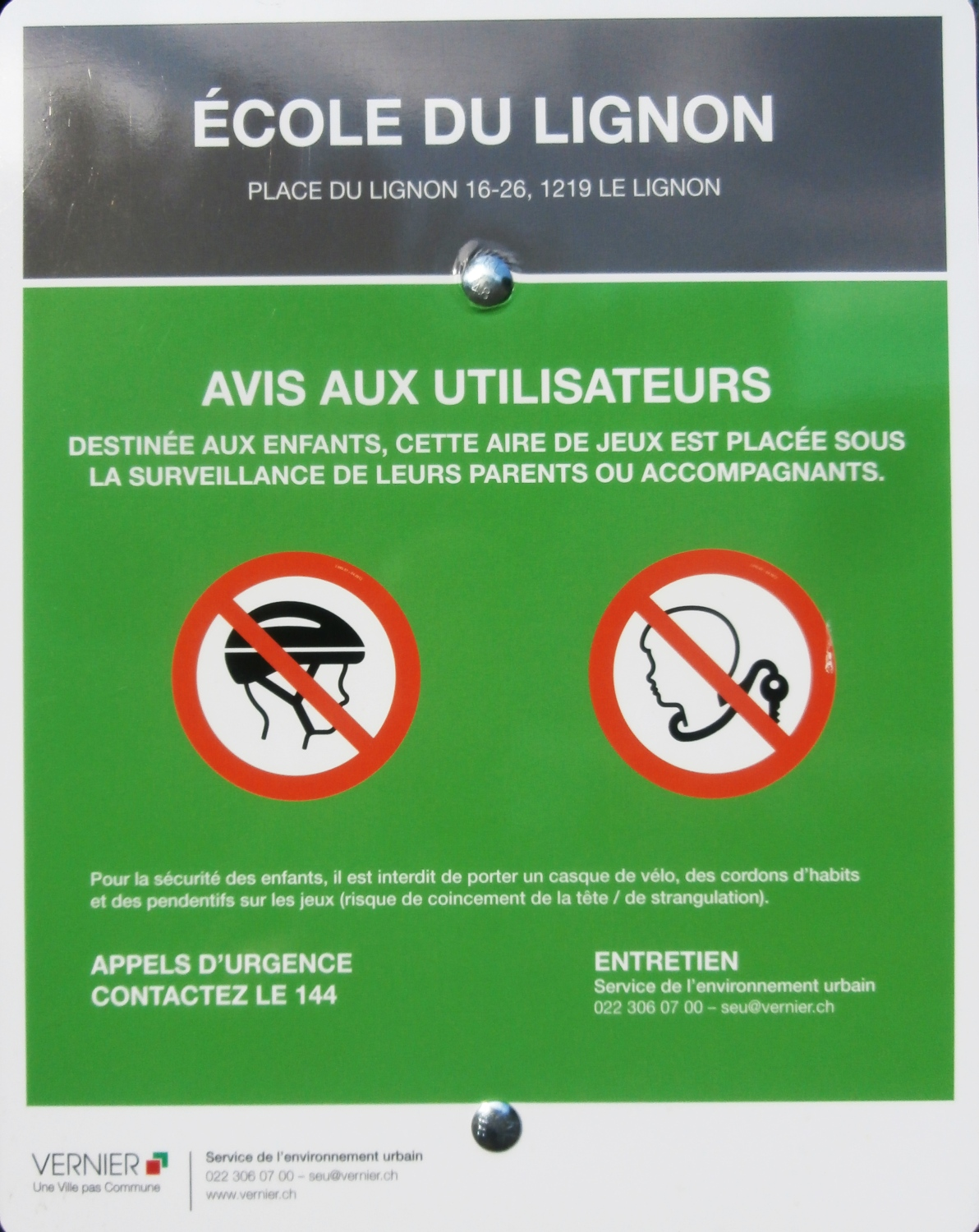
Un cartel en Ginebra escrito íntegramente en francés

### Idiomas
El cantón de Ginebra, región vibrante y cosmopolita de Suiza, es un crisol de culturas y lenguas. Enclavada a lo largo de la frontera franco-suiza, Ginebra posee un rico paisaje lingüístico que refleja su importancia histórica, su presencia internacional y la diversidad de su población.
Históricamente, el cantón de Ginebra era predominantemente francófono, una característica que sigue definiendo a la región en la actualidad. Tras su reforma en el siglo XVI y la posterior afluencia de refugiados protestantes, Ginebra se convirtió en un centro de comercio e intercambio intelectual que atrajo a diversas comunidades lingüísticas.
La incorporación de Ginebra a la Confederación Suiza en el siglo XIX consolidó aún más su identidad francófona. Sin embargo, los siglos XX y XXI vieron florecer a Ginebra como ciudad internacional debido a su importante papel como sede de muchas organizaciones mundiales, incluidas las Naciones Unidas y la Organización Mundial de la Salud. Esta estatura internacional ha contribuido a crear un próspero entorno multilingüe.
El francés es sin duda la lengua dominante del cantón de Ginebra, hablada por aproximadamente el 80% de la población. Es la lengua oficial del gobierno, la educación y la vida pública. El dialecto local, conocido como «genévois», conserva algunas características y expresiones únicas, reflejo del patrimonio cultural de la región.
La condición de Ginebra como centro internacional ha dado lugar a una considerable comunidad anglófona. El inglés sin ser oficial se utiliza habitualmente y de forma minoritaria en contextos diplomáticos, empresariales y académicos, lo que lo convierte en el segundo idioma más hablado en el Cantón. Muchos expatriados y profesionales de todo el mundo conversan en inglés, lo que contribuye al ambiente global de la ciudad.
Dado su carácter multicultural, en el cantón de Ginebra se hablan otras lenguas. El italiano y el portugués figuran entre las lenguas minoritarias más habladas, gracias en parte a la inmigración procedente de estos países. Además, lenguas como el español, el alemán y varias lenguas africanas y de Oriente Medio reflejan la diversidad de orígenes de los habitantes de la ciudad.

## Comunas
El cantón de Ginebra es en gran medida una zona conurbada que para efectos administrativos cuenta con 45 comunas.

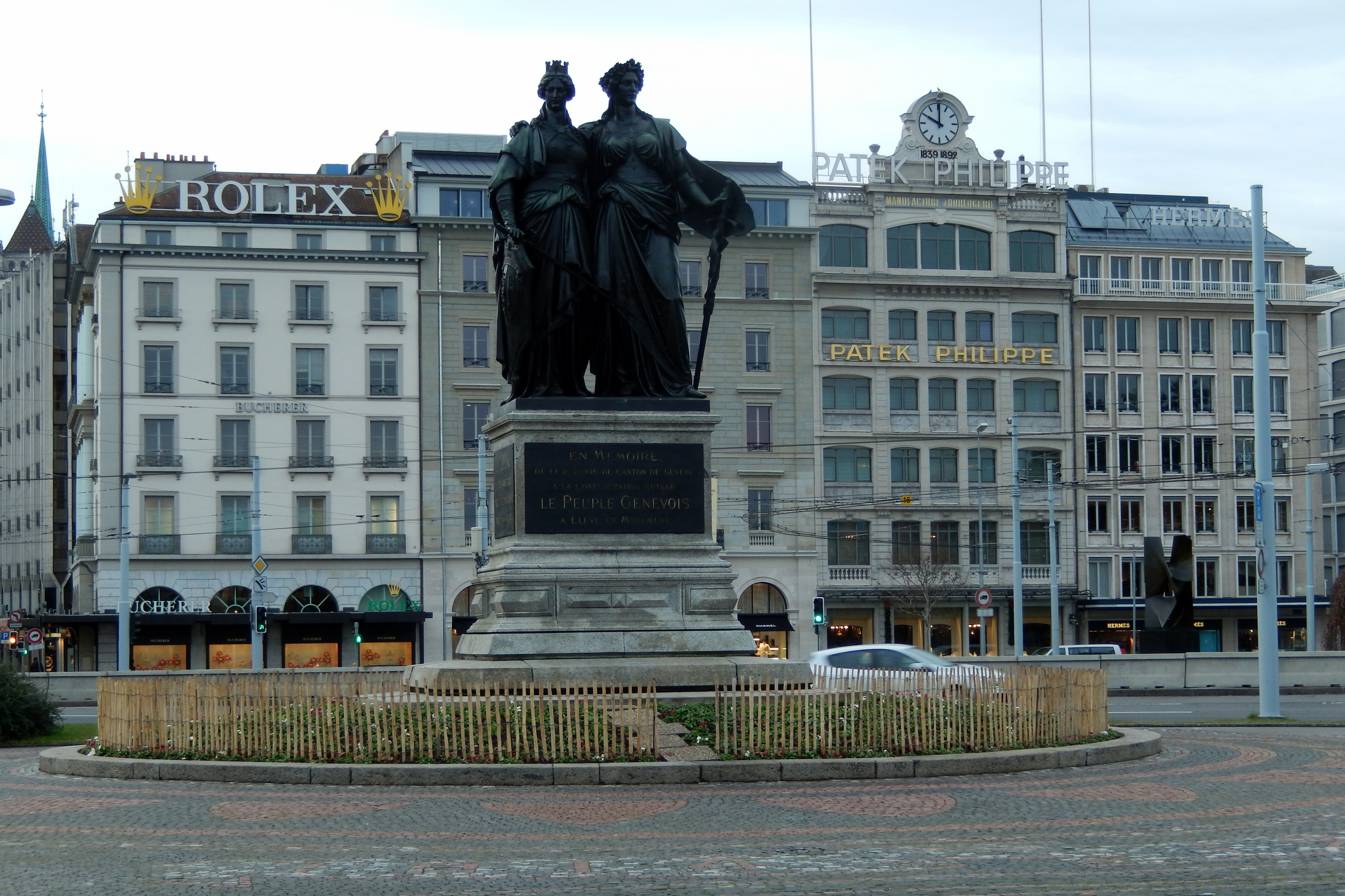
Monumento en memoria del pueblo de Ginebra

| - Aire-la-Ville - Anières - Avully - Avusy - Bardonnex - Bellevue - Bernex - Carouge - Cartigny - Céligny - Chancy - Chêne-Bougeries - Chêne-Bourg - Choulex - Collex-Bossy | - Collonge-Bellerive - Cologny - Confignon - Corsier - Dardagny - Genève Ville (Ginebra) - Genthod - Grand-Saconnex - Gy - Hermance - Jussy - Laconnex - Lancy - Meinier - Meyrin | - Onex - Perly-Certoux - Plan-les-Ouates - Pregny-Chambésy - Presinge - Puplinge - Russin - Satigny - Soral - Thônex - Troinex - Vandœuvres - Vernier - Versoix - Veyrier |

## Cultura
Una mezcla de tradiciones cosmopolitas y locales. El cantón de Ginebra, situado en la parte occidental de Suiza, es un centro cultural que mezcla la influencia internacional con las tradiciones locales. Conocida por su ambiente cosmopolita, Ginebra atrae a gentes de todo el mundo, lo que la convierte en uno de los lugares más diversos y vibrantes de Suiza.
Ginebra es un crisol de lenguas y culturas. Aunque el francés es el idioma predominante, el inglés, el alemán, el italiano y muchos otros idiomas se hablan habitualmente debido a la presencia de numerosas organizaciones internacionales, entre ellas las Naciones Unidas y la Organización Mundial de la Salud. Este entorno multilingüe fomenta un rico intercambio cultural y hace de Ginebra una ciudad verdaderamente global.

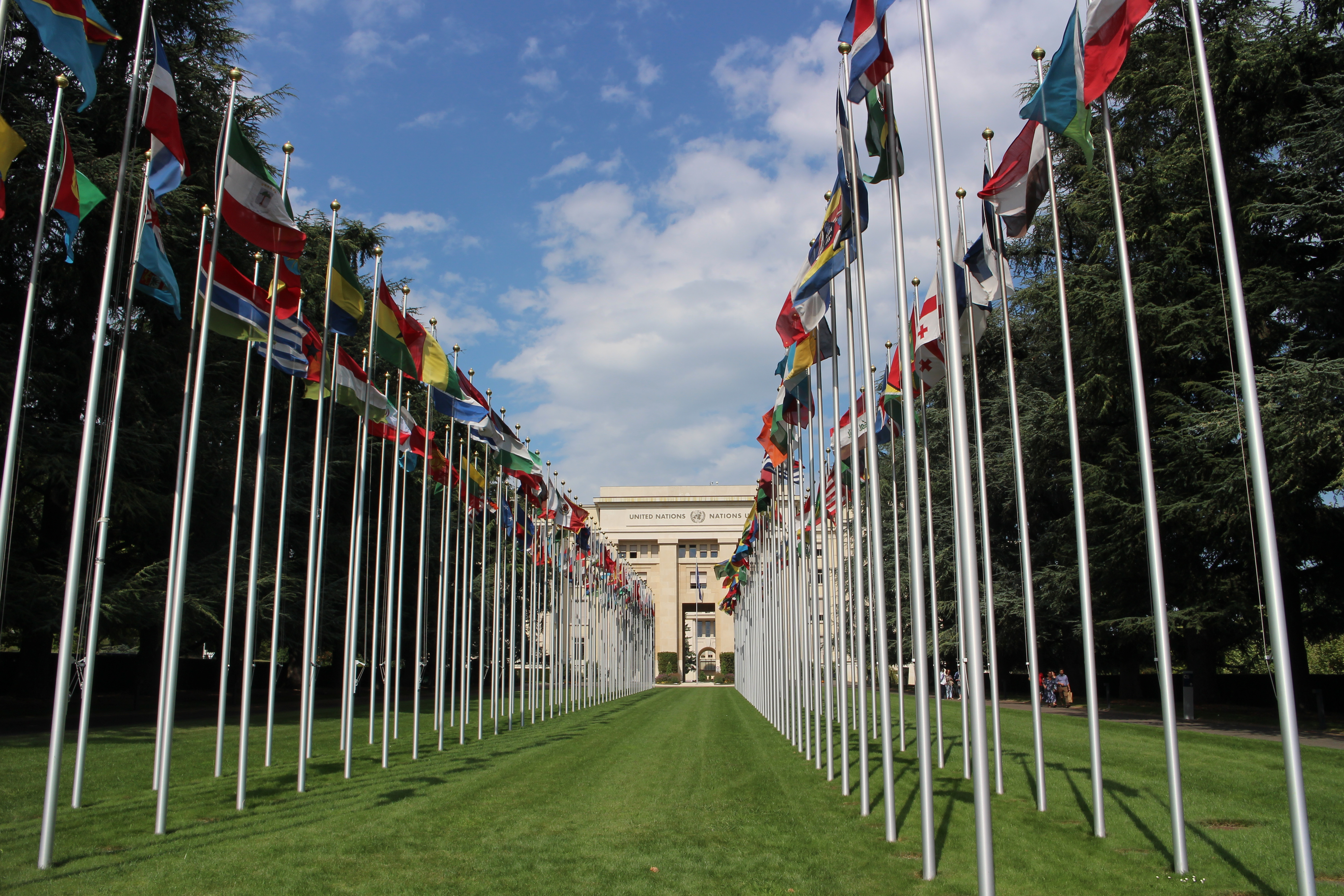
Alameda de las Naciones en Ginebra

Ginebra es famosa por su rico patrimonio artístico. La ciudad cuenta con numerosos museos, galerías y teatros. El Museo de Arte e Historia (Musée d'Art et d'Histoire) y el Museo Patek Philippe son sólo algunas de las instituciones que muestran los logros artísticos de la región. El paisaje arquitectónico de Ginebra es una mezcla de estilos históricos y modernos, con monumentos emblemáticos como la Catedral de San Pedro, el Jet d'Eau y edificios contemporáneos como el Museo Internacional de la Cruz Roja y de la Media Luna Roja.
Ginebra acoge diversos actos culturales y festivales a lo largo del año. El Festival Internacional de Cine de Ginebra, la Fiesta de la Música y las Fiestas de Ginebra son algunos de los más populares. Estos acontecimientos celebran diversas expresiones artísticas y atraen a visitantes de todo el mundo, lo que contribuye al dinámico panorama cultural de la ciudad.
La escena culinaria de Ginebra refleja su naturaleza multicultural. Los platos tradicionales suizos, como la fondue y la raclette, conviven con la cocina internacional de todo el mundo. La ciudad alberga numerosos restaurantes, cafés y mercados que ofrecen una amplia gama de delicias gastronómicas. La industria vinícola local también desempeña un papel importante, ya que los viñedos de los alrededores producen vinos de gran calidad.
Ginebra cuenta con una larga tradición de excelencia intelectual y educativa. La Universidad de Ginebra, fundada en 1559 por Juan Calvino, es una de las principales instituciones de enseñanza superior de Europa. Las bibliotecas, centros de investigación y grupos de reflexión de la ciudad contribuyen a su vibrante vida intelectual, convirtiéndola en un centro neurálgico para eruditos, científicos y pensadores.